# Lista de asteroides (284001-285000)
Esta é uma lista parcial de asteroides, do asteroide número 284001 até o 285000, inclusive. Veja também o índice com todas as listas disponíveis.

| Objeto Próximos à Terra | Cinturão de asteroides (interno) | Cinturão de asteroides (externo) | Centauro       |
| Cruzador de Marte       | Cinturão de asteroides (meio)    | Troianos de Júpiter              | Transnetuniano |

Veja mais dados de cada asteroide na ligação externa para o Minor Planet Center na última coluna.
Índice: 284001... 284101... 284201... 284301... 284401... 284501... 284601... 284701... 284801... 284901... 

## 284001–284100
| Designação             | Designação | Descoberta  | Descoberta       | Descobridor(es)           | Categoria | Mais informações / Referência |
| Permanente             | Provisória | Data        | Local            | Descobridor(es)           | Categoria | Mais informações / Referência |
| ---------------------- | ---------- | ----------- | ---------------- | ------------------------- | --------- | ----------------------------- |
| 284001                 | 2004 TF98  | 5 out 2004  | Kitt Peak        | Spacewatch                | —         | MPC                           |
| 284002                 | 2004 TX108 | 7 out 2004  | Socorro          | LINEAR                    | —         | MPC                           |
| 284003                 | 2004 TA122 | 7 out 2004  | Anderson Mesa    | LONEOS                    | —         | MPC                           |
| 284004                 | 2004 TP123 | 7 out 2004  | Anderson Mesa    | LONEOS                    | —         | MPC                           |
| 284005                 | 2004 TL127 | 7 out 2004  | Socorro          | LINEAR                    | —         | MPC                           |
| 284006                 | 2004 TR127 | 7 out 2004  | Socorro          | LINEAR                    | —         | MPC                           |
| 284007                 | 2004 TT128 | 7 out 2004  | Socorro          | LINEAR                    | Mitidika  | MPC                           |
| 284008                 | 2004 TB161 | 6 out 2004  | Kitt Peak        | Spacewatch                | —         | MPC                           |
| 284009                 | 2004 TG163 | 6 out 2004  | Kitt Peak        | Spacewatch                | —         | MPC                           |
| 284010                 | 2004 TS196 | 7 out 2004  | Kitt Peak        | Spacewatch                | Pallas    | MPC                           |
| 284011                 | 2004 TZ206 | 7 out 2004  | Kitt Peak        | Spacewatch                | Mitidika  | MPC                           |
| 284012                 | 2004 TS214 | 9 out 2004  | Kitt Peak        | Spacewatch                | —         | MPC                           |
| 284013                 | 2004 TG242 | 12 out 2004 | Moletai          | K. Černis, J. Zdanavičius | —         | MPC                           |
| 284014                 | 2004 TU274 | 9 out 2004  | Kitt Peak        | Spacewatch                | —         | MPC                           |
| 284015                 | 2004 TX278 | 9 out 2004  | Kitt Peak        | Spacewatch                | —         | MPC                           |
| 284016                 | 2004 TD293 | 10 out 2004 | Kitt Peak        | Spacewatch                | —         | MPC                           |
| 284017                 | 2004 TG298 | 12 out 2004 | Kitt Peak        | Spacewatch                | Mitidika  | MPC                           |
| 284018                 | 2004 TA362 | 15 out 2004 | Socorro          | LINEAR                    | —         | MPC                           |
| 284019                 | 2004 TA368 | 7 out 2004  | Kitt Peak        | Spacewatch                | —         | MPC                           |
| 284020                 | 2004 UL2   | 18 out 2004 | Socorro          | LINEAR                    | —         | MPC                           |
| 284021                 | 2004 VE10  | 3 nov 2004  | Anderson Mesa    | LONEOS                    | Juno      | MPC                           |
| 284022                 | 2004 VD16  | 5 nov 2004  | Anderson Mesa    | LONEOS                    | —         | MPC                           |
| 284023                 | 2004 VP38  | 4 nov 2004  | Kitt Peak        | Spacewatch                | —         | MPC                           |
| 284024                 | 2004 VV47  | 4 nov 2004  | Kitt Peak        | Spacewatch                | —         | MPC                           |
| 284025                 | 2004 VV62  | 7 nov 2004  | Socorro          | LINEAR                    | —         | MPC                           |
| 284026                 | 2004 VC64  | 7 nov 2004  | Needville        | Needville Obs.            | —         | MPC                           |
| 284027                 | 2004 VL79  | 3 nov 2004  | Kitt Peak        | Spacewatch                | Mitidika  | MPC                           |
| 284028                 | 2004 WJ5   | 19 nov 2004 | Socorro          | LINEAR                    | —         | MPC                           |
| 284029 Esplugafrancoli | 2004 XQ16  | 10 dez 2004 | Begues           | J. Manteca                | —         | MPC                           |
| 284030                 | 2004 XV25  | 9 dez 2004  | Catalina         | CSS                       | —         | MPC                           |
| 284031                 | 2004 XD56  | 10 dez 2004 | Socorro          | LINEAR                    | Mitidika  | MPC                           |
| 284032                 | 2004 XS94  | 11 dez 2004 | Socorro          | LINEAR                    | —         | MPC                           |
| 284033                 | 2004 XW101 | 9 dez 2004  | Catalina         | CSS                       | —         | MPC                           |
| 284034                 | 2004 XA163 | 15 dez 2004 | Socorro          | LINEAR                    | —         | MPC                           |
| 284035                 | 2004 XE164 | 3 dez 2004  | Anderson Mesa    | LONEOS                    | —         | MPC                           |
| 284036                 | 2004 YO8   | 18 dez 2004 | Mount Lemmon     | Mount Lemmon Survey       | —         | MPC                           |
| 284037                 | 2004 YR19  | 18 dez 2004 | Mount Lemmon     | Mount Lemmon Survey       | —         | MPC                           |
| 284038                 | 2004 YP25  | 18 dez 2004 | Socorro          | LINEAR                    | —         | MPC                           |
| 284039                 | 2004 YJ36  | 20 dez 2004 | Mount Lemmon     | Mount Lemmon Survey       | —         | MPC                           |
| 284040                 | 2005 AZ24  | 7 jan 2005  | Catalina         | CSS                       | —         | MPC                           |
| 284041                 | 2005 AD25  | 8 jan 2005  | Campo Imperatore | CINEOS                    | —         | MPC                           |
| 284042                 | 2005 AG39  | 13 jan 2005 | Socorro          | LINEAR                    | —         | MPC                           |
| 284043                 | 2005 AU46  | 11 jan 2005 | Socorro          | LINEAR                    | —         | MPC                           |
| 284044                 | 2005 AA51  | 13 jan 2005 | Kitt Peak        | Spacewatch                | —         | MPC                           |
| 284045                 | 2005 AC53  | 13 jan 2005 | Kitt Peak        | Spacewatch                | —         | MPC                           |
| 284046                 | 2005 AU61  | 15 jan 2005 | Kitt Peak        | Spacewatch                | —         | MPC                           |
| 284047                 | 2005 AC77  | 15 jan 2005 | Kitt Peak        | Spacewatch                | —         | MPC                           |
| 284048                 | 2005 BG4   | 16 jan 2005 | Kitt Peak        | Spacewatch                | —         | MPC                           |
| 284049                 | 2005 BS6   | 16 jan 2005 | Socorro          | LINEAR                    | —         | MPC                           |
| 284050                 | 2005 BV11  | 17 jan 2005 | Kitt Peak        | Spacewatch                | —         | MPC                           |
| 284051                 | 2005 BU20  | 16 jan 2005 | Kitt Peak        | Spacewatch                | —         | MPC                           |
| 284052                 | 2005 BY25  | 18 jan 2005 | Catalina         | CSS                       | —         | MPC                           |
| 284053                 | 2005 BD37  | 16 jan 2005 | Mauna Kea        | C. Veillet                | —         | MPC                           |
| 284054                 | 2005 CO2   | 1 fev 2005  | Catalina         | CSS                       | —         | MPC                           |
| 284055                 | 2005 CA13  | 2 fev 2005  | Kitt Peak        | Spacewatch                | —         | MPC                           |
| 284056                 | 2005 CS18  | 2 fev 2005  | Catalina         | CSS                       | —         | MPC                           |
| 284057                 | 2005 CT42  | 2 fev 2005  | Socorro          | LINEAR                    | —         | MPC                           |
| 284058                 | 2005 CV46  | 2 fev 2005  | Kitt Peak        | Spacewatch                | —         | MPC                           |
| 284059                 | 2005 CG54  | 4 fev 2005  | Kitt Peak        | Spacewatch                | —         | MPC                           |
| 284060                 | 2005 CH58  | 2 fev 2005  | Catalina         | CSS                       | —         | MPC                           |
| 284061                 | 2005 CV64  | 9 fev 2005  | Mount Lemmon     | Mount Lemmon Survey       | —         | MPC                           |
| 284062                 | 2005 ER    | 1 mar 2005  | Goodricke-Pigott | R. A. Tucker              | —         | MPC                           |
| 284063                 | 2005 EU1   | 1 mar 2005  | Kitt Peak        | Spacewatch                | Juno      | MPC                           |
| 284064                 | 2005 EZ8   | 2 mar 2005  | Kitt Peak        | Spacewatch                | —         | MPC                           |
| 284065                 | 2005 EU71  | 2 mar 2005  | Catalina         | CSS                       | —         | MPC                           |
| 284066                 | 2005 EG80  | 3 mar 2005  | Catalina         | CSS                       | —         | MPC                           |
| 284067                 | 2005 EX90  | 8 mar 2005  | Socorro          | LINEAR                    | —         | MPC                           |
| 284068                 | 2005 EU104 | 4 mar 2005  | Mount Lemmon     | Mount Lemmon Survey       | —         | MPC                           |
| 284069                 | 2005 EO155 | 8 mar 2005  | Mount Lemmon     | Mount Lemmon Survey       | —         | MPC                           |
| 284070                 | 2005 ER156 | 9 mar 2005  | Catalina         | CSS                       | Juno      | MPC                           |
| 284071                 | 2005 EQ157 | 9 mar 2005  | Mount Lemmon     | Mount Lemmon Survey       | —         | MPC                           |
| 284072                 | 2005 EL164 | 11 mar 2005 | Catalina         | CSS                       | —         | MPC                           |
| 284073                 | 2005 EP250 | 13 mar 2005 | Socorro          | LINEAR                    | —         | MPC                           |
| 284074                 | 2005 ED254 | 11 mar 2005 | Mount Lemmon     | Mount Lemmon Survey       | —         | MPC                           |
| 284075                 | 2005 GB16  | 2 abr 2005  | Catalina         | CSS                       | —         | MPC                           |
| 284076                 | 2005 GL78  | 6 abr 2005  | Catalina         | CSS                       | —         | MPC                           |
| 284077                 | 2005 GL133 | 10 abr 2005 | Kitt Peak        | Spacewatch                | —         | MPC                           |
| 284078                 | 2005 GN141 | 7 abr 2005  | Kitt Peak        | Spacewatch                | —         | MPC                           |
| 284079                 | 2005 JZ23  | 3 mai 2005  | Kitt Peak        | Spacewatch                | —         | MPC                           |
| 284080                 | 2005 JC34  | 4 mai 2005  | Kitt Peak        | Spacewatch                | Brangane  | MPC                           |
| 284081                 | 2005 JS49  | 4 mai 2005  | Kitt Peak        | Spacewatch                | —         | MPC                           |
| 284082                 | 2005 JS63  | 10 mai 2005 | Catalina         | CSS                       | —         | MPC                           |
| 284083                 | 2005 JS79  | 10 mai 2005 | Mount Lemmon     | Mount Lemmon Survey       | —         | MPC                           |
| 284084                 | 2005 JT93  | 11 mai 2005 | Palomar          | NEAT                      | —         | MPC                           |
| 284085                 | 2005 JS163 | 9 mai 2005  | Kitt Peak        | Spacewatch                | Brangane  | MPC                           |
| 284086                 | 2005 LA1   | 1 jun 2005  | Reedy Creek      | J. Broughton              | —         | MPC                           |
| 284087                 | 2005 LU17  | 6 jun 2005  | Kitt Peak        | Spacewatch                | —         | MPC                           |
| 284088                 | 2005 LD35  | 10 jun 2005 | Kitt Peak        | Spacewatch                | Ursula    | MPC                           |
| 284089                 | 2005 LQ37  | 11 jun 2005 | Kitt Peak        | Spacewatch                | —         | MPC                           |
| 284090                 | 2005 LR37  | 11 jun 2005 | Kitt Peak        | Spacewatch                | —         | MPC                           |
| 284091                 | 2005 ME4   | 16 jun 2005 | Kitt Peak        | Spacewatch                | —         | MPC                           |
| 284092                 | 2005 MQ27  | 29 jun 2005 | Kitt Peak        | Spacewatch                | —         | MPC                           |
| 284093                 | 2005 MT32  | 29 jun 2005 | Kitt Peak        | Spacewatch                | —         | MPC                           |
| 284094                 | 2005 MK34  | 29 jun 2005 | Palomar          | NEAT                      | —         | MPC                           |
| 284095                 | 2005 MG42  | 29 jun 2005 | Kitt Peak        | Spacewatch                | —         | MPC                           |
| 284096                 | 2005 NQ17  | 3 jul 2005  | Palomar          | NEAT                      | —         | MPC                           |
| 284097                 | 2005 NE23  | 4 jul 2005  | Kitt Peak        | Spacewatch                | —         | MPC                           |
| 284098                 | 2005 NQ85  | 3 jul 2005  | Mount Lemmon     | Mount Lemmon Survey       | —         | MPC                           |
| 284099                 | 2005 OG31  | 31 jul 2005 | Palomar          | NEAT                      | —         | MPC                           |
| 284100                 | 2005 QG55  | 28 ago 2005 | Kitt Peak        | Spacewatch                | —         | MPC                           |

## 284101–284200
| Designação | Designação | Descoberta  | Descoberta    | Descobridor(es)     | Categoria | Mais informações / Referência |
| Permanente | Provisória | Data        | Local         | Descobridor(es)     | Categoria | Mais informações / Referência |
| ---------- | ---------- | ----------- | ------------- | ------------------- | --------- | ----------------------------- |
| 284101     | 2005 QV68  | 28 ago 2005 | Siding Spring | SSS                 | —         | MPC                           |
| 284102     | 2005 QO177 | 29 ago 2005 | Kitt Peak     | Spacewatch          | —         | MPC                           |
| 284103     | 2005 QP181 | 30 ago 2005 | Palomar       | NEAT                | —         | MPC                           |
| 284104     | 2005 RF21  | 3 set 2005  | Palomar       | NEAT                | —         | MPC                           |
| 284105     | 2005 SJ63  | 26 set 2005 | Kitt Peak     | Spacewatch          | —         | MPC                           |
| 284106     | 2005 SZ81  | 24 set 2005 | Kitt Peak     | Spacewatch          | —         | MPC                           |
| 284107     | 2005 SC126 | 29 set 2005 | Mount Lemmon  | Mount Lemmon Survey | —         | MPC                           |
| 284108     | 2005 SL184 | 29 set 2005 | Kitt Peak     | Spacewatch          | —         | MPC                           |
| 284109     | 2005 SE265 | 26 set 2005 | Palomar       | NEAT                | —         | MPC                           |
| 284110     | 2005 SC282 | 22 set 2005 | Apache Point  | A. C. Becker        | —         | MPC                           |
| 284111     | 2005 TK8   | 1 out 2005  | Kitt Peak     | Spacewatch          | —         | MPC                           |
| 284112     | 2005 TJ41  | 2 out 2005  | Mount Lemmon  | Mount Lemmon Survey | Phocaea   | MPC                           |
| 284113     | 2005 TD45  | 5 out 2005  | Mount Lemmon  | Mount Lemmon Survey | —         | MPC                           |
| 284114     | 2005 TZ51  | 13 out 2005 | Anderson Mesa | LONEOS              | —         | MPC                           |
| 284115     | 2005 TG173 | 13 out 2005 | Socorro       | LINEAR              | Eos       | MPC                           |
| 284116     | 2005 UD77  | 24 out 2005 | Kitt Peak     | Spacewatch          | —         | MPC                           |
| 284117     | 2005 UF79  | 25 out 2005 | Catalina      | CSS                 | —         | MPC                           |
| 284118     | 2005 US112 | 22 out 2005 | Kitt Peak     | Spacewatch          | —         | MPC                           |
| 284119     | 2005 UX131 | 24 out 2005 | Palomar       | NEAT                | —         | MPC                           |
| 284120     | 2005 UM190 | 27 out 2005 | Mount Lemmon  | Mount Lemmon Survey | —         | MPC                           |
| 284121     | 2005 UC201 | 25 out 2005 | Kitt Peak     | Spacewatch          | —         | MPC                           |
| 284122     | 2005 UM219 | 25 out 2005 | Kitt Peak     | Spacewatch          | —         | MPC                           |
| 284123     | 2005 UZ238 | 25 out 2005 | Kitt Peak     | Spacewatch          | —         | MPC                           |
| 284124     | 2005 UG239 | 25 out 2005 | Kitt Peak     | Spacewatch          | —         | MPC                           |
| 284125     | 2005 UM244 | 25 out 2005 | Kitt Peak     | Spacewatch          | —         | MPC                           |
| 284126     | 2005 UX258 | 25 out 2005 | Kitt Peak     | Spacewatch          | Juno      | MPC                           |
| 284127     | 2005 US319 | 27 out 2005 | Kitt Peak     | Spacewatch          | —         | MPC                           |
| 284128     | 2005 UM365 | 27 out 2005 | Kitt Peak     | Spacewatch          | —         | MPC                           |
| 284129     | 2005 UO382 | 27 out 2005 | Socorro       | LINEAR              | —         | MPC                           |
| 284130     | 2005 UT444 | 30 out 2005 | Mount Lemmon  | Mount Lemmon Survey | —         | MPC                           |
| 284131     | 2005 UV464 | 30 out 2005 | Kitt Peak     | Spacewatch          | —         | MPC                           |
| 284132     | 2005 UQ478 | 27 out 2005 | Kitt Peak     | Spacewatch          | —         | MPC                           |
| 284133     | 2005 UP504 | 24 out 2005 | Mauna Kea     | D. J. Tholen        | —         | MPC                           |
| 284134     | 2005 VD38  | 3 nov 2005  | Mount Lemmon  | Mount Lemmon Survey | —         | MPC                           |
| 284135     | 2005 VS57  | 4 nov 2005  | Mount Lemmon  | Mount Lemmon Survey | —         | MPC                           |
| 284136     | 2005 VC77  | 4 nov 2005  | Socorro       | LINEAR              | —         | MPC                           |
| 284137     | 2005 VZ88  | 6 nov 2005  | Kitt Peak     | Spacewatch          | —         | MPC                           |
| 284138     | 2005 VW124 | 5 nov 2005  | Kitt Peak     | Spacewatch          | —         | MPC                           |
| 284139     | 2005 WS6   | 21 nov 2005 | Catalina      | CSS                 | —         | MPC                           |
| 284140     | 2005 WK10  | 22 nov 2005 | Kitt Peak     | Spacewatch          | —         | MPC                           |
| 284141     | 2005 WM14  | 22 nov 2005 | Kitt Peak     | Spacewatch          | —         | MPC                           |
| 284142     | 2005 WM34  | 21 nov 2005 | Catalina      | CSS                 | —         | MPC                           |
| 284143     | 2005 WV43  | 21 nov 2005 | Kitt Peak     | Spacewatch          | —         | MPC                           |
| 284144     | 2005 WX48  | 25 nov 2005 | Kitt Peak     | Spacewatch          | —         | MPC                           |
| 284145     | 2005 WF58  | 22 nov 2005 | Kitt Peak     | Spacewatch          | —         | MPC                           |
| 284146     | 2005 WE68  | 22 nov 2005 | Kitt Peak     | Spacewatch          | —         | MPC                           |
| 284147     | 2005 WX71  | 22 nov 2005 | Kitt Peak     | Spacewatch          | —         | MPC                           |
| 284148     | 2005 WP83  | 25 nov 2005 | Mount Lemmon  | Mount Lemmon Survey | —         | MPC                           |
| 284149     | 2005 WK90  | 28 nov 2005 | Socorro       | LINEAR              | Phocaea   | MPC                           |
| 284150     | 2005 WP102 | 24 nov 2005 | Palomar       | NEAT                | —         | MPC                           |
| 284151     | 2005 WT151 | 28 nov 2005 | Catalina      | CSS                 | —         | MPC                           |
| 284152     | 2005 XC4   | 1 dez 2005  | Palomar       | NEAT                | —         | MPC                           |
| 284153     | 2005 XN32  | 4 dez 2005  | Kitt Peak     | Spacewatch          | —         | MPC                           |
| 284154     | 2005 XO90  | 8 dez 2005  | Kitt Peak     | Spacewatch          | —         | MPC                           |
| 284155     | 2005 YY14  | 22 dez 2005 | Kitt Peak     | Spacewatch          | —         | MPC                           |
| 284156     | 2005 YV33  | 24 dez 2005 | Kitt Peak     | Spacewatch          | —         | MPC                           |
| 284157     | 2005 YL36  | 25 dez 2005 | Kitt Peak     | Spacewatch          | —         | MPC                           |
| 284158     | 2005 YS42  | 24 dez 2005 | Kitt Peak     | Spacewatch          | Mitidika  | MPC                           |
| 284159     | 2005 YW46  | 25 dez 2005 | Kitt Peak     | Spacewatch          | —         | MPC                           |
| 284160     | 2005 YB49  | 22 dez 2005 | Kitt Peak     | Spacewatch          | —         | MPC                           |
| 284161     | 2005 YM66  | 25 dez 2005 | Kitt Peak     | Spacewatch          | —         | MPC                           |
| 284162     | 2005 YE70  | 26 dez 2005 | Kitt Peak     | Spacewatch          | —         | MPC                           |
| 284163     | 2005 YX75  | 24 dez 2005 | Kitt Peak     | Spacewatch          | —         | MPC                           |
| 284164     | 2005 YU81  | 24 dez 2005 | Kitt Peak     | Spacewatch          | —         | MPC                           |
| 284165     | 2005 YB107 | 25 dez 2005 | Mount Lemmon  | Mount Lemmon Survey | —         | MPC                           |
| 284166     | 2005 YS108 | 25 dez 2005 | Kitt Peak     | Spacewatch          | —         | MPC                           |
| 284167     | 2005 YK122 | 24 dez 2005 | Kitt Peak     | Spacewatch          | —         | MPC                           |
| 284168     | 2005 YU151 | 26 dez 2005 | Kitt Peak     | Spacewatch          | —         | MPC                           |
| 284169     | 2005 YX159 | 27 dez 2005 | Kitt Peak     | Spacewatch          | —         | MPC                           |
| 284170     | 2005 YZ161 | 27 dez 2005 | Kitt Peak     | Spacewatch          | —         | MPC                           |
| 284171     | 2005 YE241 | 29 dez 2005 | Kitt Peak     | Spacewatch          | —         | MPC                           |
| 284172     | 2005 YT270 | 28 dez 2005 | Catalina      | CSS                 | —         | MPC                           |
| 284173     | 2005 YL282 | 26 dez 2005 | Mount Lemmon  | Mount Lemmon Survey | —         | MPC                           |
| 284174     | 2006 AL    | 2 jan 2006  | Mount Lemmon  | Mount Lemmon Survey | —         | MPC                           |
| 284175     | 2006 AP15  | 5 jan 2006  | Mount Lemmon  | Mount Lemmon Survey | —         | MPC                           |
| 284176     | 2006 AH29  | 6 jan 2006  | Kitt Peak     | Spacewatch          | —         | MPC                           |
| 284177     | 2006 AT30  | 4 jan 2006  | Kitt Peak     | Spacewatch          | —         | MPC                           |
| 284178     | 2006 AM40  | 7 jan 2006  | Mount Lemmon  | Mount Lemmon Survey | —         | MPC                           |
| 284179     | 2006 AO48  | 8 jan 2006  | Mount Lemmon  | Mount Lemmon Survey | —         | MPC                           |
| 284180     | 2006 AR48  | 8 jan 2006  | Mount Lemmon  | Mount Lemmon Survey | —         | MPC                           |
| 284181     | 2006 AT56  | 7 jan 2006  | Mount Lemmon  | Mount Lemmon Survey | —         | MPC                           |
| 284182     | 2006 AS72  | 6 jan 2006  | Kitt Peak     | Spacewatch          | —         | MPC                           |
| 284183     | 2006 AB73  | 7 jan 2006  | Socorro       | LINEAR              | —         | MPC                           |
| 284184     | 2006 AX80  | 8 jan 2006  | Mount Lemmon  | Mount Lemmon Survey | —         | MPC                           |
| 284185     | 2006 AH87  | 4 jan 2006  | Kitt Peak     | Spacewatch          | —         | MPC                           |
| 284186     | 2006 AZ94  | 9 jan 2006  | Kitt Peak     | Spacewatch          | Mitidika  | MPC                           |
| 284187     | 2006 AZ100 | 5 jan 2006  | Socorro       | LINEAR              | —         | MPC                           |
| 284188     | 2006 AC102 | 7 jan 2006  | Mount Lemmon  | Mount Lemmon Survey | —         | MPC                           |
| 284189     | 2006 AA105 | 7 jan 2006  | Mount Lemmon  | Mount Lemmon Survey | —         | MPC                           |
| 284190     | 2006 BH1   | 20 jan 2006 | Kitt Peak     | Spacewatch          | —         | MPC                           |
| 284191     | 2006 BQ3   | 21 jan 2006 | Kitt Peak     | Spacewatch          | —         | MPC                           |
| 284192     | 2006 BR12  | 21 jan 2006 | Kitt Peak     | Spacewatch          | —         | MPC                           |
| 284193     | 2006 BK13  | 22 jan 2006 | Anderson Mesa | LONEOS              | —         | MPC                           |
| 284194     | 2006 BC24  | 23 jan 2006 | Socorro       | LINEAR              | —         | MPC                           |
| 284195     | 2006 BH25  | 23 jan 2006 | Mount Lemmon  | Mount Lemmon Survey | —         | MPC                           |
| 284196     | 2006 BR31  | 20 jan 2006 | Kitt Peak     | Spacewatch          | —         | MPC                           |
| 284197     | 2006 BW95  | 26 jan 2006 | Kitt Peak     | Spacewatch          | —         | MPC                           |
| 284198     | 2006 BB115 | 26 jan 2006 | Kitt Peak     | Spacewatch          | —         | MPC                           |
| 284199     | 2006 BU116 | 26 jan 2006 | Kitt Peak     | Spacewatch          | —         | MPC                           |
| 284200     | 2006 BM128 | 26 jan 2006 | Mount Lemmon  | Mount Lemmon Survey | —         | MPC                           |

## 284201–284300
| Designação | Designação | Descoberta  | Descoberta    | Descobridor(es)     | Categoria | Mais informações / Referência |
| Permanente | Provisória | Data        | Local         | Descobridor(es)     | Categoria | Mais informações / Referência |
| ---------- | ---------- | ----------- | ------------- | ------------------- | --------- | ----------------------------- |
| 284201     | 2006 BB182 | 27 jan 2006 | Mount Lemmon  | Mount Lemmon Survey | —         | MPC                           |
| 284202     | 2006 BC182 | 27 jan 2006 | Mount Lemmon  | Mount Lemmon Survey | —         | MPC                           |
| 284203     | 2006 BK184 | 28 jan 2006 | Mount Lemmon  | Mount Lemmon Survey | —         | MPC                           |
| 284204     | 2006 BM192 | 30 jan 2006 | Kitt Peak     | Spacewatch          | —         | MPC                           |
| 284205     | 2006 BF194 | 30 jan 2006 | Kitt Peak     | Spacewatch          | —         | MPC                           |
| 284206     | 2006 BA196 | 30 jan 2006 | Kitt Peak     | Spacewatch          | —         | MPC                           |
| 284207     | 2006 BO200 | 31 jan 2006 | Kitt Peak     | Spacewatch          | —         | MPC                           |
| 284208     | 2006 BD203 | 31 jan 2006 | Kitt Peak     | Spacewatch          | —         | MPC                           |
| 284209     | 2006 BL219 | 28 jan 2006 | Mount Lemmon  | Mount Lemmon Survey | —         | MPC                           |
| 284210     | 2006 BV219 | 30 jan 2006 | Kitt Peak     | Spacewatch          | —         | MPC                           |
| 284211     | 2006 BU237 | 31 jan 2006 | Kitt Peak     | Spacewatch          | —         | MPC                           |
| 284212     | 2006 BF248 | 31 jan 2006 | Kitt Peak     | Spacewatch          | —         | MPC                           |
| 284213     | 2006 BR252 | 31 jan 2006 | Kitt Peak     | Spacewatch          | —         | MPC                           |
| 284214     | 2006 BT262 | 31 jan 2006 | Kitt Peak     | Spacewatch          | —         | MPC                           |
| 284215     | 2006 BY269 | 28 jan 2006 | Catalina      | CSS                 | —         | MPC                           |
| 284216     | 2006 CD8   | 1 fev 2006  | Mount Lemmon  | Mount Lemmon Survey | —         | MPC                           |
| 284217     | 2006 CG18  | 1 fev 2006  | Mount Lemmon  | Mount Lemmon Survey | —         | MPC                           |
| 284218     | 2006 CZ25  | 2 fev 2006  | Kitt Peak     | Spacewatch          | —         | MPC                           |
| 284219     | 2006 CQ36  | 2 fev 2006  | Mount Lemmon  | Mount Lemmon Survey | —         | MPC                           |
| 284220     | 2006 CP49  | 3 fev 2006  | Socorro       | LINEAR              | —         | MPC                           |
| 284221     | 2006 CN51  | 4 fev 2006  | Kitt Peak     | Spacewatch          | —         | MPC                           |
| 284222     | 2006 DC2   | 20 fev 2006 | Kitt Peak     | Spacewatch          | —         | MPC                           |
| 284223     | 2006 DE10  | 21 fev 2006 | Catalina      | CSS                 | Phocaea   | MPC                           |
| 284224     | 2006 DV21  | 20 fev 2006 | Kitt Peak     | Spacewatch          | —         | MPC                           |
| 284225     | 2006 DT42  | 20 fev 2006 | Kitt Peak     | Spacewatch          | —         | MPC                           |
| 284226     | 2006 DF44  | 20 fev 2006 | Catalina      | CSS                 | —         | MPC                           |
| 284227     | 2006 DK53  | 24 fev 2006 | Kitt Peak     | Spacewatch          | —         | MPC                           |
| 284228     | 2006 DZ53  | 24 fev 2006 | Mount Lemmon  | Mount Lemmon Survey | —         | MPC                           |
| 284229     | 2006 DJ63  | 22 fev 2006 | Catalina      | CSS                 | —         | MPC                           |
| 284230     | 2006 DB66  | 21 fev 2006 | Catalina      | CSS                 | Juno      | MPC                           |
| 284231     | 2006 DM71  | 21 fev 2006 | Mount Lemmon  | Mount Lemmon Survey | —         | MPC                           |
| 284232     | 2006 DZ73  | 23 fev 2006 | Kitt Peak     | Spacewatch          | —         | MPC                           |
| 284233     | 2006 DJ87  | 24 fev 2006 | Kitt Peak     | Spacewatch          | —         | MPC                           |
| 284234     | 2006 DE112 | 27 fev 2006 | Mount Lemmon  | Mount Lemmon Survey | —         | MPC                           |
| 284235     | 2006 DK113 | 27 fev 2006 | Kitt Peak     | Spacewatch          | —         | MPC                           |
| 284236     | 2006 DZ122 | 24 fev 2006 | Kitt Peak     | Spacewatch          | —         | MPC                           |
| 284237     | 2006 DO141 | 25 fev 2006 | Kitt Peak     | Spacewatch          | —         | MPC                           |
| 284238     | 2006 DL166 | 27 fev 2006 | Kitt Peak     | Spacewatch          | —         | MPC                           |
| 284239     | 2006 DW172 | 27 fev 2006 | Kitt Peak     | Spacewatch          | —         | MPC                           |
| 284240     | 2006 DQ192 | 27 fev 2006 | Kitt Peak     | Spacewatch          | —         | MPC                           |
| 284241     | 2006 DZ212 | 24 fev 2006 | Kitt Peak     | Spacewatch          | —         | MPC                           |
| 284242     | 2006 EO9   | 2 mar 2006  | Kitt Peak     | Spacewatch          | Mitidika  | MPC                           |
| 284243     | 2006 EJ10  | 2 mar 2006  | Kitt Peak     | Spacewatch          | —         | MPC                           |
| 284244     | 2006 ES16  | 2 mar 2006  | Mount Lemmon  | Mount Lemmon Survey | —         | MPC                           |
| 284245     | 2006 EW25  | 3 mar 2006  | Kitt Peak     | Spacewatch          | —         | MPC                           |
| 284246     | 2006 ES38  | 4 mar 2006  | Kitt Peak     | Spacewatch          | —         | MPC                           |
| 284247     | 2006 EN39  | 4 mar 2006  | Kitt Peak     | Spacewatch          | —         | MPC                           |
| 284248     | 2006 ER43  | 5 mar 2006  | Socorro       | LINEAR              | —         | MPC                           |
| 284249     | 2006 EN50  | 4 mar 2006  | Kitt Peak     | Spacewatch          | —         | MPC                           |
| 284250     | 2006 FT28  | 24 mar 2006 | Mount Lemmon  | Mount Lemmon Survey | —         | MPC                           |
| 284251     | 2006 FP36  | 21 mar 2006 | Socorro       | LINEAR              | —         | MPC                           |
| 284252     | 2006 FO43  | 22 mar 2006 | Socorro       | LINEAR              | —         | MPC                           |
| 284253     | 2006 FW45  | 25 mar 2006 | Catalina      | CSS                 | —         | MPC                           |
| 284254     | 2006 GC14  | 2 abr 2006  | Kitt Peak     | Spacewatch          | —         | MPC                           |
| 284255     | 2006 GC20  | 2 abr 2006  | Kitt Peak     | Spacewatch          | —         | MPC                           |
| 284256     | 2006 GH22  | 2 abr 2006  | Kitt Peak     | Spacewatch          | —         | MPC                           |
| 284257     | 2006 GP26  | 2 abr 2006  | Kitt Peak     | Spacewatch          | —         | MPC                           |
| 284258     | 2006 GH27  | 2 abr 2006  | Kitt Peak     | Spacewatch          | —         | MPC                           |
| 284259     | 2006 GC29  | 2 abr 2006  | Kitt Peak     | Spacewatch          | —         | MPC                           |
| 284260     | 2006 GH33  | 7 abr 2006  | Kitt Peak     | Spacewatch          | —         | MPC                           |
| 284261     | 2006 GB39  | 7 abr 2006  | Anderson Mesa | LONEOS              | —         | MPC                           |
| 284262     | 2006 GY51  | 7 abr 2006  | Siding Spring | SSS                 | —         | MPC                           |
| 284263     | 2006 HH7   | 19 abr 2006 | Anderson Mesa | LONEOS              | —         | MPC                           |
| 284264     | 2006 HW9   | 19 abr 2006 | Kitt Peak     | Spacewatch          | —         | MPC                           |
| 284265     | 2006 HO22  | 20 abr 2006 | Kitt Peak     | Spacewatch          | —         | MPC                           |
| 284266     | 2006 HL28  | 20 abr 2006 | Kitt Peak     | Spacewatch          | —         | MPC                           |
| 284267     | 2006 HX44  | 25 abr 2006 | Kitt Peak     | Spacewatch          | —         | MPC                           |
| 284268     | 2006 HK77  | 25 abr 2006 | Kitt Peak     | Spacewatch          | —         | MPC                           |
| 284269     | 2006 HF84  | 26 abr 2006 | Kitt Peak     | Spacewatch          | —         | MPC                           |
| 284270     | 2006 HY88  | 18 abr 2006 | Palomar       | NEAT                | —         | MPC                           |
| 284271     | 2006 HA90  | 26 abr 2006 | Anderson Mesa | LONEOS              | Themis    | MPC                           |
| 284272     | 2006 HC98  | 30 abr 2006 | Kitt Peak     | Spacewatch          | —         | MPC                           |
| 284273     | 2006 HF99  | 30 abr 2006 | Kitt Peak     | Spacewatch          | —         | MPC                           |
| 284274     | 2006 HS106 | 30 abr 2006 | Kitt Peak     | Spacewatch          | —         | MPC                           |
| 284275     | 2006 JW4   | 2 mai 2006  | Mount Lemmon  | Mount Lemmon Survey | —         | MPC                           |
| 284276     | 2006 JL10  | 1 mai 2006  | Kitt Peak     | Spacewatch          | —         | MPC                           |
| 284277     | 2006 JO14  | 1 mai 2006  | Kitt Peak     | Spacewatch          | —         | MPC                           |
| 284278     | 2006 JJ27  | 1 mai 2006  | Kitt Peak     | Spacewatch          | —         | MPC                           |
| 284279     | 2006 JT40  | 7 mai 2006  | Kitt Peak     | Spacewatch          | —         | MPC                           |
| 284280     | 2006 JA44  | 6 mai 2006  | Kitt Peak     | Spacewatch          | —         | MPC                           |
| 284281     | 2006 JW45  | 8 mai 2006  | Siding Spring | SSS                 | —         | MPC                           |
| 284282     | 2006 JJ48  | 5 mai 2006  | Kitt Peak     | Spacewatch          | —         | MPC                           |
| 284283     | 2006 JJ50  | 2 mai 2006  | Mount Lemmon  | Mount Lemmon Survey | —         | MPC                           |
| 284284     | 2006 JE57  | 14 mai 2006 | Palomar       | NEAT                | —         | MPC                           |
| 284285     | 2006 KW11  | 20 mai 2006 | Kitt Peak     | Spacewatch          | —         | MPC                           |
| 284286     | 2006 KR21  | 19 mai 2006 | Mount Lemmon  | Mount Lemmon Survey | Eos       | MPC                           |
| 284287     | 2006 KO22  | 20 mai 2006 | Catalina      | CSS                 | —         | MPC                           |
| 284288     | 2006 KN35  | 20 mai 2006 | Kitt Peak     | Spacewatch          | Phocaea   | MPC                           |
| 284289     | 2006 KM39  | 20 mai 2006 | Siding Spring | SSS                 | Flora     | MPC                           |
| 284290     | 2006 KR59  | 22 mai 2006 | Kitt Peak     | Spacewatch          | —         | MPC                           |
| 284291     | 2006 KE84  | 22 mai 2006 | Kitt Peak     | Spacewatch          | —         | MPC                           |
| 284292     | 2006 KH86  | 23 mai 2006 | Anderson Mesa | LONEOS              | —         | MPC                           |
| 284293     | 2006 KP92  | 25 mai 2006 | Kitt Peak     | Spacewatch          | —         | MPC                           |
| 284294     | 2006 KK100 | 29 mai 2006 | Reedy Creek   | J. Broughton        | —         | MPC                           |
| 284295     | 2006 KT103 | 30 mai 2006 | Nyukasa       | Mount Nyukasa Stn.  | —         | MPC                           |
| 284296     | 2006 KD109 | 31 mai 2006 | Mount Lemmon  | Mount Lemmon Survey | —         | MPC                           |
| 284297     | 2006 KC117 | 29 mai 2006 | Kitt Peak     | Spacewatch          | —         | MPC                           |
| 284298     | 2006 KL120 | 31 mai 2006 | Kitt Peak     | Spacewatch          | —         | MPC                           |
| 284299     | 2006 KY140 | 20 mai 2006 | Mount Lemmon  | Mount Lemmon Survey | —         | MPC                           |
| 284300     | 2006 KY143 | 18 mai 2006 | Palomar       | NEAT                | —         | MPC                           |

## 284301–284400
| Designação | Designação | Descoberta  | Descoberta        | Descobridor(es)       | Categoria | Mais informações / Referência |
| Permanente | Provisória | Data        | Local             | Descobridor(es)       | Categoria | Mais informações / Referência |
| ---------- | ---------- | ----------- | ----------------- | --------------------- | --------- | ----------------------------- |
| 284301     | 2006 OZ6   | 24 jul 2006 | Marly             | Naef Obs.             | —         | MPC                           |
| 284302     | 2006 OK15  | 30 jul 2006 | Reedy Creek       | J. Broughton          | —         | MPC                           |
| 284303     | 2006 PY12  | 14 ago 2006 | Siding Spring     | SSS                   | —         | MPC                           |
| 284304     | 2006 PL24  | 12 ago 2006 | Palomar           | NEAT                  | —         | MPC                           |
| 284305     | 2006 PK34  | 15 ago 2006 | Palomar           | NEAT                  | —         | MPC                           |
| 284306     | 2006 QO5   | 16 ago 2006 | Reedy Creek       | J. Broughton          | Brangane  | MPC                           |
| 284307     | 2006 QR13  | 17 ago 2006 | Palomar           | NEAT                  | —         | MPC                           |
| 284308     | 2006 QG33  | 24 ago 2006 | Pla D'Arguines    | R. Ferrando           | —         | MPC                           |
| 284309     | 2006 QJ40  | 25 ago 2006 | Siding Spring     | SSS                   | —         | MPC                           |
| 284310     | 2006 QO49  | 22 ago 2006 | Palomar           | NEAT                  | —         | MPC                           |
| 284311     | 2006 QA57  | 19 ago 2006 | Kitt Peak         | Spacewatch            | —         | MPC                           |
| 284312     | 2006 QB57  | 19 ago 2006 | Kitt Peak         | Spacewatch            | —         | MPC                           |
| 284313     | 2006 QF99  | 23 ago 2006 | Palomar           | NEAT                  | —         | MPC                           |
| 284314     | 2006 QJ104 | 27 ago 2006 | Kitt Peak         | Spacewatch            | —         | MPC                           |
| 284315     | 2006 QH113 | 24 ago 2006 | Socorro           | LINEAR                | —         | MPC                           |
| 284316     | 2006 QQ118 | 27 ago 2006 | Anderson Mesa     | LONEOS                | —         | MPC                           |
| 284317     | 2006 QV123 | 29 ago 2006 | Anderson Mesa     | LONEOS                | —         | MPC                           |
| 284318     | 2006 QX135 | 28 ago 2006 | Anderson Mesa     | LONEOS                | —         | MPC                           |
| 284319     | 2006 QJ142 | 18 ago 2006 | Palomar           | NEAT                  | —         | MPC                           |
| 284320     | 2006 QK142 | 18 ago 2006 | Palomar           | NEAT                  | —         | MPC                           |
| 284321     | 2006 QF161 | 19 ago 2006 | Kitt Peak         | Spacewatch            | —         | MPC                           |
| 284322     | 2006 QP164 | 29 ago 2006 | Anderson Mesa     | LONEOS                | —         | MPC                           |
| 284323     | 2006 QV164 | 29 ago 2006 | Anderson Mesa     | LONEOS                | —         | MPC                           |
| 284324     | 2006 QM166 | 29 ago 2006 | Anderson Mesa     | LONEOS                | —         | MPC                           |
| 284325     | 2006 QO170 | 18 ago 2006 | Palomar           | NEAT                  | —         | MPC                           |
| 284326     | 2006 QG182 | 27 ago 2006 | Apache Point      | A. C. Becker          | —         | MPC                           |
| 284327     | 2006 RY1   | 13 set 2006 | Eskridge          | Farpoint Obs.         | —         | MPC                           |
| 284328     | 2006 RD7   | 14 set 2006 | Kitt Peak         | Spacewatch            | —         | MPC                           |
| 284329     | 2006 RE12  | 14 set 2006 | Bergisch Gladbach | W. Bickel             | Brangane  | MPC                           |
| 284330     | 2006 RY12  | 14 set 2006 | Kitt Peak         | Spacewatch            | —         | MPC                           |
| 284331     | 2006 RU14  | 14 set 2006 | Kitt Peak         | Spacewatch            | —         | MPC                           |
| 284332     | 2006 RQ15  | 14 set 2006 | Catalina          | CSS                   | —         | MPC                           |
| 284333     | 2006 RB16  | 14 set 2006 | Palomar           | NEAT                  | —         | MPC                           |
| 284334     | 2006 RV17  | 14 set 2006 | Palomar           | NEAT                  | —         | MPC                           |
| 284335     | 2006 RR18  | 14 set 2006 | Catalina          | CSS                   | Juno      | MPC                           |
| 284336     | 2006 RS23  | 13 set 2006 | Palomar           | NEAT                  | —         | MPC                           |
| 284337     | 2006 RL24  | 14 set 2006 | Kitt Peak         | Spacewatch            | —         | MPC                           |
| 284338     | 2006 RA41  | 14 set 2006 | Kitt Peak         | Spacewatch            | —         | MPC                           |
| 284339     | 2006 RG41  | 14 set 2006 | Palomar           | NEAT                  | —         | MPC                           |
| 284340     | 2006 RR42  | 14 set 2006 | Kitt Peak         | Spacewatch            | —         | MPC                           |
| 284341     | 2006 RK44  | 14 set 2006 | Kitt Peak         | Spacewatch            | —         | MPC                           |
| 284342     | 2006 RD56  | 14 set 2006 | Kitt Peak         | Spacewatch            | —         | MPC                           |
| 284343     | 2006 RN58  | 15 set 2006 | Kitt Peak         | Spacewatch            | —         | MPC                           |
| 284344     | 2006 RY63  | 12 set 2006 | Catalina          | CSS                   | —         | MPC                           |
| 284345     | 2006 RY67  | 15 set 2006 | Kitt Peak         | Spacewatch            | —         | MPC                           |
| 284346     | 2006 RC70  | 15 set 2006 | Kitt Peak         | Spacewatch            | Ursula    | MPC                           |
| 284347     | 2006 RT71  | 15 set 2006 | Kitt Peak         | Spacewatch            | —         | MPC                           |
| 284348     | 2006 RJ77  | 15 set 2006 | Kitt Peak         | Spacewatch            | —         | MPC                           |
| 284349     | 2006 RO95  | 15 set 2006 | Kitt Peak         | Spacewatch            | Brangane  | MPC                           |
| 284350     | 2006 RC98  | 14 set 2006 | Palomar           | NEAT                  | —         | MPC                           |
| 284351     | 2006 RJ98  | 14 set 2006 | Palomar           | NEAT                  | Brangane  | MPC                           |
| 284352     | 2006 RF121 | 6 set 2006  | Palomar           | NEAT                  | —         | MPC                           |
| 284353     | 2006 SU42  | 18 set 2006 | Catalina          | CSS                   | —         | MPC                           |
| 284354     | 2006 SK60  | 18 set 2006 | Catalina          | CSS                   | —         | MPC                           |
| 284355     | 2006 ST62  | 18 set 2006 | Kitt Peak         | Spacewatch            | —         | MPC                           |
| 284356     | 2006 SU67  | 19 set 2006 | Catalina          | CSS                   | —         | MPC                           |
| 284357     | 2006 SA78  | 23 set 2006 | Piszkéstető       | K. Sárneczky, Z. Kuli | —         | MPC                           |
| 284358     | 2006 SX86  | 18 set 2006 | Kitt Peak         | Spacewatch            | —         | MPC                           |
| 284359     | 2006 SF116 | 24 set 2006 | Anderson Mesa     | LONEOS                | —         | MPC                           |
| 284360     | 2006 SV120 | 18 set 2006 | Catalina          | CSS                   | —         | MPC                           |
| 284361     | 2006 SP126 | 21 set 2006 | Anderson Mesa     | LONEOS                | —         | MPC                           |
| 284362     | 2006 SM128 | 17 set 2006 | Anderson Mesa     | LONEOS                | —         | MPC                           |
| 284363     | 2006 SY133 | 17 set 2006 | Catalina          | CSS                   | —         | MPC                           |
| 284364     | 2006 SY145 | 19 set 2006 | Kitt Peak         | Spacewatch            | —         | MPC                           |
| 284365     | 2006 SP153 | 20 set 2006 | Catalina          | CSS                   | Brangane  | MPC                           |
| 284366     | 2006 SM154 | 20 set 2006 | Palomar           | NEAT                  | —         | MPC                           |
| 284367     | 2006 SD183 | 25 set 2006 | Mount Lemmon      | Mount Lemmon Survey   | —         | MPC                           |
| 284368     | 2006 SU183 | 25 set 2006 | Mount Lemmon      | Mount Lemmon Survey   | —         | MPC                           |
| 284369     | 2006 SZ183 | 25 set 2006 | Kitt Peak         | Spacewatch            | —         | MPC                           |
| 284370     | 2006 SX184 | 25 set 2006 | Mount Lemmon      | Mount Lemmon Survey   | —         | MPC                           |
| 284371     | 2006 SZ201 | 24 set 2006 | Kitt Peak         | Spacewatch            | —         | MPC                           |
| 284372     | 2006 SG212 | 26 set 2006 | Kitt Peak         | Spacewatch            | Juno      | MPC                           |
| 284373     | 2006 SL227 | 26 set 2006 | Kitt Peak         | Spacewatch            | Ursula    | MPC                           |
| 284374     | 2006 ST250 | 26 set 2006 | Kitt Peak         | Spacewatch            | —         | MPC                           |
| 284375     | 2006 SJ285 | 27 set 2006 | Mount Lemmon      | Mount Lemmon Survey   | —         | MPC                           |
| 284376     | 2006 SP286 | 21 set 2006 | Anderson Mesa     | LONEOS                | —         | MPC                           |
| 284377     | 2006 SE291 | 16 set 2006 | Catalina          | CSS                   | —         | MPC                           |
| 284378     | 2006 SL291 | 16 set 2006 | Siding Spring     | SSS                   | —         | MPC                           |
| 284379     | 2006 SN315 | 27 set 2006 | Kitt Peak         | Spacewatch            | —         | MPC                           |
| 284380     | 2006 SJ337 | 28 set 2006 | Kitt Peak         | Spacewatch            | —         | MPC                           |
| 284381     | 2006 SA339 | 28 set 2006 | Kitt Peak         | Spacewatch            | —         | MPC                           |
| 284382     | 2006 SV352 | 30 set 2006 | Catalina          | CSS                   | Ursula    | MPC                           |
| 284383     | 2006 SC363 | 30 set 2006 | Catalina          | CSS                   | —         | MPC                           |
| 284384     | 2006 SD371 | 27 set 2006 | Catalina          | CSS                   | —         | MPC                           |
| 284385     | 2006 SB376 | 17 set 2006 | Apache Point      | A. C. Becker          | —         | MPC                           |
| 284386     | 2006 SE376 | 17 set 2006 | Apache Point      | A. C. Becker          | —         | MPC                           |
| 284387     | 2006 SU381 | 28 set 2006 | Apache Point      | A. C. Becker          | —         | MPC                           |
| 284388     | 2006 SZ386 | 30 set 2006 | Apache Point      | A. C. Becker          | —         | MPC                           |
| 284389     | 2006 TT14  | 11 out 2006 | Kitt Peak         | Spacewatch            | —         | MPC                           |
| 284390     | 2006 TM20  | 11 out 2006 | Kitt Peak         | Spacewatch            | —         | MPC                           |
| 284391     | 2006 TQ23  | 11 out 2006 | Kitt Peak         | Spacewatch            | —         | MPC                           |
| 284392     | 2006 TE37  | 12 out 2006 | Kitt Peak         | Spacewatch            | —         | MPC                           |
| 284393     | 2006 TQ56  | 13 out 2006 | Kitt Peak         | Spacewatch            | —         | MPC                           |
| 284394     | 2006 TT57  | 15 out 2006 | Catalina          | CSS                   | —         | MPC                           |
| 284395     | 2006 TW59  | 13 out 2006 | Kitt Peak         | Spacewatch            | —         | MPC                           |
| 284396     | 2006 TE65  | 11 out 2006 | Palomar           | NEAT                  | —         | MPC                           |
| 284397     | 2006 TY91  | 13 out 2006 | Kitt Peak         | Spacewatch            | —         | MPC                           |
| 284398     | 2006 TN111 | 1 out 2006  | Apache Point      | A. C. Becker          | —         | MPC                           |
| 284399     | 2006 UZ7   | 16 out 2006 | Catalina          | CSS                   | —         | MPC                           |
| 284400     | 2006 UC17  | 19 out 2006 | Catalina          | CSS                   | —         | MPC                           |

## 284401–284500
| Designação | Designação | Descoberta  | Descoberta           | Descobridor(es)       | Categoria | Mais informações / Referência |
| Permanente | Provisória | Data        | Local                | Descobridor(es)       | Categoria | Mais informações / Referência |
| ---------- | ---------- | ----------- | -------------------- | --------------------- | --------- | ----------------------------- |
| 284401     | 2006 UD54  | 17 out 2006 | Catalina             | CSS                   | —         | MPC                           |
| 284402     | 2006 UC80  | 17 out 2006 | Mount Lemmon         | Mount Lemmon Survey   | Brangane  | MPC                           |
| 284403     | 2006 UP91  | 18 out 2006 | Kitt Peak            | Spacewatch            | —         | MPC                           |
| 284404     | 2006 UF96  | 18 out 2006 | Kitt Peak            | Spacewatch            | —         | MPC                           |
| 284405     | 2006 UH127 | 19 out 2006 | Kitt Peak            | Spacewatch            | Ursula    | MPC                           |
| 284406     | 2006 UU153 | 21 out 2006 | Kitt Peak            | Spacewatch            | —         | MPC                           |
| 284407     | 2006 UQ156 | 21 out 2006 | Catalina             | CSS                   | —         | MPC                           |
| 284408     | 2006 UV183 | 18 out 2006 | Siding Spring        | SSS                   | Juno      | MPC                           |
| 284409     | 2006 UP191 | 19 out 2006 | Catalina             | CSS                   | —         | MPC                           |
| 284410     | 2006 UF200 | 21 out 2006 | Kitt Peak            | Spacewatch            | Juno      | MPC                           |
| 284411     | 2006 UU202 | 22 out 2006 | Palomar              | NEAT                  | —         | MPC                           |
| 284412     | 2006 UY222 | 17 out 2006 | Catalina             | CSS                   | —         | MPC                           |
| 284413     | 2006 UH228 | 20 out 2006 | Palomar              | NEAT                  | —         | MPC                           |
| 284414     | 2006 UC230 | 21 out 2006 | Palomar              | NEAT                  | Ursula    | MPC                           |
| 284415     | 2006 UZ232 | 21 out 2006 | Palomar              | NEAT                  | —         | MPC                           |
| 284416     | 2006 UC309 | 19 out 2006 | Kitt Peak            | M. W. Buie            | —         | MPC                           |
| 284417     | 2006 UY329 | 31 out 2006 | Mount Lemmon         | Mount Lemmon Survey   | —         | MPC                           |
| 284418     | 2006 VV144 | 15 nov 2006 | Catalina             | CSS                   | Juno      | MPC                           |
| 284419     | 2006 WD150 | 20 nov 2006 | Kitt Peak            | Spacewatch            | —         | MPC                           |
| 284420     | 2006 XM5   | 6 dez 2006  | Palomar              | NEAT                  | —         | MPC                           |
| 284421     | 2006 XM38  | 11 dez 2006 | Kitt Peak            | Spacewatch            | Mitidika  | MPC                           |
| 284422     | 2006 YD    | 16 dez 2006 | Catalina             | CSS                   | —         | MPC                           |
| 284423     | 2007 AR17  | 15 jan 2007 | Catalina             | CSS                   | —         | MPC                           |
| 284424     | 2007 BO36  | 24 jan 2007 | Socorro              | LINEAR                | —         | MPC                           |
| 284425     | 2007 BG68  | 27 jan 2007 | Kitt Peak            | Spacewatch            | —         | MPC                           |
| 284426     | 2007 CT    | 5 fev 2007  | Lulin Observatory    | H.-C. Lin, Q.-z. Ye   | —         | MPC                           |
| 284427     | 2007 CD35  | 6 fev 2007  | Kitt Peak            | Spacewatch            | Mitidika  | MPC                           |
| 284428     | 2007 CE64  | 13 fev 2007 | Mount Lemmon         | Mount Lemmon Survey   | —         | MPC                           |
| 284429     | 2007 DC4   | 16 fev 2007 | Mount Lemmon         | Mount Lemmon Survey   | —         | MPC                           |
| 284430     | 2007 DQ10  | 17 fev 2007 | Kitt Peak            | Spacewatch            | —         | MPC                           |
| 284431     | 2007 DB30  | 17 fev 2007 | Kitt Peak            | Spacewatch            | —         | MPC                           |
| 284432     | 2007 DV38  | 17 fev 2007 | Kitt Peak            | Spacewatch            | —         | MPC                           |
| 284433     | 2007 DU52  | 19 fev 2007 | Mount Lemmon         | Mount Lemmon Survey   | —         | MPC                           |
| 284434     | 2007 DQ53  | 19 fev 2007 | Mount Lemmon         | Mount Lemmon Survey   | —         | MPC                           |
| 284435     | 2007 DZ62  | 21 fev 2007 | Kitt Peak            | Spacewatch            | —         | MPC                           |
| 284436     | 2007 DR96  | 23 fev 2007 | Mount Lemmon         | Mount Lemmon Survey   | —         | MPC                           |
| 284437     | 2007 DB98  | 23 fev 2007 | Kitt Peak            | Spacewatch            | —         | MPC                           |
| 284438     | 2007 DC105 | 21 fev 2007 | Kitt Peak            | Spacewatch            | —         | MPC                           |
| 284439     | 2007 DQ114 | 26 fev 2007 | Mount Lemmon         | Mount Lemmon Survey   | —         | MPC                           |
| 284440     | 2007 EF9   | 9 mar 2007  | Mount Lemmon         | Mount Lemmon Survey   | —         | MPC                           |
| 284441     | 2007 EN37  | 11 mar 2007 | Mount Lemmon         | Mount Lemmon Survey   | —         | MPC                           |
| 284442     | 2007 ES40  | 9 mar 2007  | Kitt Peak            | Spacewatch            | —         | MPC                           |
| 284443     | 2007 EE51  | 10 mar 2007 | Kitt Peak            | Spacewatch            | —         | MPC                           |
| 284444     | 2007 EZ51  | 11 mar 2007 | Catalina             | CSS                   | —         | MPC                           |
| 284445     | 2007 EU86  | 13 mar 2007 | Catalina             | CSS                   | —         | MPC                           |
| 284446     | 2007 EB91  | 9 mar 2007  | Mount Lemmon         | Mount Lemmon Survey   | —         | MPC                           |
| 284447     | 2007 ET144 | 12 mar 2007 | Mount Lemmon         | Mount Lemmon Survey   | —         | MPC                           |
| 284448     | 2007 EE153 | 12 mar 2007 | Mount Lemmon         | Mount Lemmon Survey   | —         | MPC                           |
| 284449     | 2007 EL191 | 13 mar 2007 | Kitt Peak            | Spacewatch            | —         | MPC                           |
| 284450     | 2007 EY213 | 11 mar 2007 | Mount Lemmon         | Mount Lemmon Survey   | —         | MPC                           |
| 284451     | 2007 ES218 | 11 mar 2007 | Catalina             | CSS                   | —         | MPC                           |
| 284452     | 2007 EU218 | 11 mar 2007 | Mount Lemmon         | Mount Lemmon Survey   | —         | MPC                           |
| 284453     | 2007 EE220 | 13 mar 2007 | Mount Lemmon         | Mount Lemmon Survey   | —         | MPC                           |
| 284454     | 2007 EX221 | 9 mar 2007  | Kitt Peak            | Spacewatch            | —         | MPC                           |
| 284455     | 2007 FF20  | 24 mar 2007 | Marly                | P. Kocher             | —         | MPC                           |
| 284456     | 2007 FM28  | 20 mar 2007 | Mount Lemmon         | Mount Lemmon Survey   | —         | MPC                           |
| 284457     | 2007 FT36  | 26 mar 2007 | Kitt Peak            | Spacewatch            | —         | MPC                           |
| 284458     | 2007 GB1   | 8 abr 2007  | Vallemare di Borbona | V. S. Casulli         | —         | MPC                           |
| 284459     | 2007 GG10  | 11 abr 2007 | Kitt Peak            | Spacewatch            | —         | MPC                           |
| 284460     | 2007 GH19  | 11 abr 2007 | Kitt Peak            | Spacewatch            | —         | MPC                           |
| 284461     | 2007 GH30  | 14 abr 2007 | Mount Lemmon         | Mount Lemmon Survey   | —         | MPC                           |
| 284462     | 2007 GL36  | 14 abr 2007 | Kitt Peak            | Spacewatch            | —         | MPC                           |
| 284463     | 2007 GO40  | 14 abr 2007 | Kitt Peak            | Spacewatch            | Mitidika  | MPC                           |
| 284464     | 2007 GE42  | 14 abr 2007 | Kitt Peak            | Spacewatch            | —         | MPC                           |
| 284465     | 2007 GU53  | 14 abr 2007 | Mount Lemmon         | Mount Lemmon Survey   | —         | MPC                           |
| 284466     | 2007 GF56  | 15 abr 2007 | Kitt Peak            | Spacewatch            | —         | MPC                           |
| 284467     | 2007 GH64  | 15 abr 2007 | Kitt Peak            | Spacewatch            | —         | MPC                           |
| 284468     | 2007 GH67  | 15 abr 2007 | Kitt Peak            | Spacewatch            | —         | MPC                           |
| 284469     | 2007 GW76  | 12 abr 2007 | Siding Spring        | SSS                   | —         | MPC                           |
| 284470     | 2007 HT6   | 16 abr 2007 | Mount Lemmon         | Mount Lemmon Survey   | —         | MPC                           |
| 284471     | 2007 HP21  | 18 abr 2007 | Kitt Peak            | Spacewatch            | —         | MPC                           |
| 284472     | 2007 HC39  | 20 abr 2007 | Kitt Peak            | Spacewatch            | —         | MPC                           |
| 284473     | 2007 HX40  | 20 abr 2007 | Kitt Peak            | Spacewatch            | —         | MPC                           |
| 284474     | 2007 HR50  | 20 abr 2007 | Kitt Peak            | Spacewatch            | —         | MPC                           |
| 284475     | 2007 HJ57  | 22 abr 2007 | Mount Lemmon         | Mount Lemmon Survey   | —         | MPC                           |
| 284476     | 2007 HQ59  | 18 abr 2007 | Mount Lemmon         | Mount Lemmon Survey   | Mitidika  | MPC                           |
| 284477     | 2007 HG86  | 24 abr 2007 | Kitt Peak            | Spacewatch            | —         | MPC                           |
| 284478     | 2007 HK88  | 19 abr 2007 | Socorro              | LINEAR                | —         | MPC                           |
| 284479     | 2007 HB98  | 20 abr 2007 | Kitt Peak            | Spacewatch            | —         | MPC                           |
| 284480     | 2007 JT1   | 7 mai 2007  | Catalina             | CSS                   | —         | MPC                           |
| 284481     | 2007 JU3   | 6 mai 2007  | Purple Mountain      | PMO NEO               | —         | MPC                           |
| 284482     | 2007 JF20  | 11 mai 2007 | Mount Lemmon         | Mount Lemmon Survey   | —         | MPC                           |
| 284483     | 2007 JG21  | 11 mai 2007 | Tiki                 | S. F. Hönig, N. Teamo | —         | MPC                           |
| 284484     | 2007 JD27  | 9 mai 2007  | Kitt Peak            | Spacewatch            | Maria     | MPC                           |
| 284485     | 2007 JL44  | 12 mai 2007 | Purple Mountain      | PMO NEO               | —         | MPC                           |
| 284486     | 2007 LR20  | 10 jun 2007 | Kitt Peak            | Spacewatch            | —         | MPC                           |
| 284487     | 2007 LV26  | 14 jun 2007 | Kitt Peak            | Spacewatch            | —         | MPC                           |
| 284488     | 2007 MF15  | 20 jun 2007 | Kitt Peak            | Spacewatch            | —         | MPC                           |
| 284489     | 2007 MJ16  | 21 jun 2007 | Kitt Peak            | Spacewatch            | —         | MPC                           |
| 284490     | 2007 NZ    | 11 jul 2007 | La Sagra             | Mallorca Obs.         | —         | MPC                           |
| 284491     | 2007 NQ2   | 13 jul 2007 | La Sagra             | Mallorca Obs.         | —         | MPC                           |
| 284492     | 2007 NF5   | 11 jul 2007 | Lulin Observatory    | LUSS                  | —         | MPC                           |
| 284493     | 2007 ND6   | 10 jul 2007 | Siding Spring        | SSS                   | —         | MPC                           |
| 284494     | 2007 OB1   | 16 jul 2007 | Socorro              | LINEAR                | —         | MPC                           |
| 284495     | 2007 OX1   | 19 jul 2007 | Tiki                 | S. F. Hönig, N. Teamo | —         | MPC                           |
| 284496     | 2007 PD7   | 5 ago 2007  | Socorro              | LINEAR                | —         | MPC                           |
| 284497     | 2007 PU8   | 5 ago 2007  | Dauban               | Chante-Perdrix Obs.   | —         | MPC                           |
| 284498     | 2007 PH9   | 11 ago 2007 | Bisei SG Center      | BATTeRS               | —         | MPC                           |
| 284499     | 2007 PS14  | 8 ago 2007  | Socorro              | LINEAR                | —         | MPC                           |
| 284500     | 2007 PE15  | 8 ago 2007  | Socorro              | LINEAR                | —         | MPC                           |

## 284501–284600
| Designação | Designação | Descoberta  | Descoberta      | Descobridor(es)       | Categoria | Mais informações / Referência |
| Permanente | Provisória | Data        | Local           | Descobridor(es)       | Categoria | Mais informações / Referência |
| ---------- | ---------- | ----------- | --------------- | --------------------- | --------- | ----------------------------- |
| 284501     | 2007 PU18  | 9 ago 2007  | Socorro         | LINEAR                | —         | MPC                           |
| 284502     | 2007 PV24  | 12 ago 2007 | Socorro         | LINEAR                | —         | MPC                           |
| 284503     | 2007 PD26  | 11 ago 2007 | Socorro         | LINEAR                | —         | MPC                           |
| 284504     | 2007 PM26  | 12 ago 2007 | Socorro         | LINEAR                | —         | MPC                           |
| 284505     | 2007 PU32  | 9 ago 2007  | Socorro         | LINEAR                | —         | MPC                           |
| 284506     | 2007 PO33  | 11 ago 2007 | Socorro         | LINEAR                | —         | MPC                           |
| 284507     | 2007 PP37  | 13 ago 2007 | Socorro         | LINEAR                | —         | MPC                           |
| 284508     | 2007 PX38  | 15 ago 2007 | Socorro         | LINEAR                | —         | MPC                           |
| 284509     | 2007 QU12  | 21 ago 2007 | Siding Spring   | SSS                   | —         | MPC                           |
| 284510     | 2007 RM15  | 12 set 2007 | Hibiscus        | S. F. Hönig, N. Teamo | —         | MPC                           |
| 284511     | 2007 RZ20  | 3 set 2007  | Catalina        | CSS                   | Mitidika  | MPC                           |
| 284512     | 2007 RQ35  | 8 set 2007  | Anderson Mesa   | LONEOS                | —         | MPC                           |
| 284513     | 2007 RY37  | 8 set 2007  | Anderson Mesa   | LONEOS                | —         | MPC                           |
| 284514     | 2007 RS38  | 8 set 2007  | Anderson Mesa   | LONEOS                | —         | MPC                           |
| 284515     | 2007 RR45  | 9 set 2007  | Kitt Peak       | Spacewatch            | —         | MPC                           |
| 284516     | 2007 RJ48  | 9 set 2007  | Mount Lemmon    | Mount Lemmon Survey   | —         | MPC                           |
| 284517     | 2007 RO64  | 10 set 2007 | Mount Lemmon    | Mount Lemmon Survey   | —         | MPC                           |
| 284518     | 2007 RY66  | 10 set 2007 | Mount Lemmon    | Mount Lemmon Survey   | —         | MPC                           |
| 284519     | 2007 RD80  | 10 set 2007 | Mount Lemmon    | Mount Lemmon Survey   | —         | MPC                           |
| 284520     | 2007 RB96  | 10 set 2007 | Kitt Peak       | Spacewatch            | —         | MPC                           |
| 284521     | 2007 RN96  | 10 set 2007 | Kitt Peak       | Spacewatch            | —         | MPC                           |
| 284522     | 2007 RT97  | 10 set 2007 | Kitt Peak       | Spacewatch            | —         | MPC                           |
| 284523     | 2007 RM113 | 11 set 2007 | Catalina        | CSS                   | —         | MPC                           |
| 284524     | 2007 RH120 | 11 set 2007 | Črni Vrh        | Črni Vrh              | —         | MPC                           |
| 284525     | 2007 RP123 | 12 set 2007 | Mount Lemmon    | Mount Lemmon Survey   | —         | MPC                           |
| 284526     | 2007 RN135 | 13 set 2007 | Mount Lemmon    | Mount Lemmon Survey   | —         | MPC                           |
| 284527     | 2007 RU137 | 14 set 2007 | Anderson Mesa   | LONEOS                | —         | MPC                           |
| 284528     | 2007 RQ138 | 15 set 2007 | Lulin           | LUSS                  | —         | MPC                           |
| 284529     | 2007 RM139 | 7 set 2007  | Socorro         | LINEAR                | Eos       | MPC                           |
| 284530     | 2007 RS145 | 14 set 2007 | Socorro         | LINEAR                | —         | MPC                           |
| 284531     | 2007 RB148 | 11 set 2007 | Purple Mountain | PMO NEO               | —         | MPC                           |
| 284532     | 2007 RW157 | 11 set 2007 | Purple Mountain | PMO NEO               | —         | MPC                           |
| 284533     | 2007 RW170 | 10 set 2007 | Kitt Peak       | Spacewatch            | —         | MPC                           |
| 284534     | 2007 RZ172 | 10 set 2007 | Kitt Peak       | Spacewatch            | —         | MPC                           |
| 284535     | 2007 RW177 | 10 set 2007 | Kitt Peak       | Spacewatch            | —         | MPC                           |
| 284536     | 2007 RJ189 | 10 set 2007 | Kitt Peak       | Spacewatch            | Eos       | MPC                           |
| 284537     | 2007 RT199 | 13 set 2007 | Kitt Peak       | Spacewatch            | —         | MPC                           |
| 284538     | 2007 RA204 | 9 set 2007  | Kitt Peak       | Spacewatch            | —         | MPC                           |
| 284539     | 2007 RV204 | 9 set 2007  | Kitt Peak       | Spacewatch            | —         | MPC                           |
| 284540     | 2007 RA217 | 13 set 2007 | Mount Lemmon    | Mount Lemmon Survey   | —         | MPC                           |
| 284541     | 2007 RD218 | 13 set 2007 | Mount Lemmon    | Mount Lemmon Survey   | —         | MPC                           |
| 284542     | 2007 RF244 | 15 set 2007 | Socorro         | LINEAR                | —         | MPC                           |
| 284543     | 2007 RC250 | 13 set 2007 | Kitt Peak       | Spacewatch            | —         | MPC                           |
| 284544     | 2007 RC252 | 13 set 2007 | Kitt Peak       | Spacewatch            | —         | MPC                           |
| 284545     | 2007 RV270 | 15 set 2007 | Kitt Peak       | Spacewatch            | —         | MPC                           |
| 284546     | 2007 RX277 | 5 set 2007  | Catalina        | CSS                   | —         | MPC                           |
| 284547     | 2007 RK278 | 5 set 2007  | Catalina        | CSS                   | —         | MPC                           |
| 284548     | 2007 RL279 | 6 set 2007  | Siding Spring   | SSS                   | —         | MPC                           |
| 284549     | 2007 RJ284 | 11 set 2007 | Mount Lemmon    | Mount Lemmon Survey   | —         | MPC                           |
| 284550     | 2007 RF293 | 13 set 2007 | Mount Lemmon    | Mount Lemmon Survey   | —         | MPC                           |
| 284551     | 2007 RM301 | 13 set 2007 | Mount Lemmon    | Mount Lemmon Survey   | —         | MPC                           |
| 284552     | 2007 RY317 | 10 set 2007 | Kitt Peak       | Spacewatch            | —         | MPC                           |
| 284553     | 2007 RD319 | 12 set 2007 | Catalina        | CSS                   | —         | MPC                           |
| 284554     | 2007 RM324 | 15 set 2007 | Mount Lemmon    | Mount Lemmon Survey   | —         | MPC                           |
| 284555     | 2007 SS9   | 18 set 2007 | Kitt Peak       | Spacewatch            | Eos       | MPC                           |
| 284556     | 2007 SD11  | 22 set 2007 | Sandlot         | G. Hug                | —         | MPC                           |
| 284557     | 2007 SA13  | 19 set 2007 | Kitt Peak       | Spacewatch            | —         | MPC                           |
| 284558     | 2007 SZ21  | 21 set 2007 | Socorro         | LINEAR                | —         | MPC                           |
| 284559     | 2007 TD3   | 5 out 2007  | Prairie Grass   | J. Mahony             | —         | MPC                           |
| 284560     | 2007 TN6   | 6 out 2007  | Dauban          | Chante-Perdrix Obs.   | Brangane  | MPC                           |
| 284561     | 2007 TN30  | 4 out 2007  | Kitt Peak       | Spacewatch            | —         | MPC                           |
| 284562     | 2007 TH32  | 6 out 2007  | Kitt Peak       | Spacewatch            | —         | MPC                           |
| 284563     | 2007 TR35  | 7 out 2007  | Catalina        | CSS                   | —         | MPC                           |
| 284564     | 2007 TV45  | 7 out 2007  | Catalina        | CSS                   | —         | MPC                           |
| 284565     | 2007 TR46  | 4 out 2007  | Kitt Peak       | Spacewatch            | —         | MPC                           |
| 284566     | 2007 TJ50  | 4 out 2007  | Kitt Peak       | Spacewatch            | —         | MPC                           |
| 284567     | 2007 TH52  | 4 out 2007  | Kitt Peak       | Spacewatch            | —         | MPC                           |
| 284568     | 2007 TH54  | 4 out 2007  | Kitt Peak       | Spacewatch            | —         | MPC                           |
| 284569     | 2007 TD55  | 4 out 2007  | Kitt Peak       | Spacewatch            | Maria     | MPC                           |
| 284570     | 2007 TR55  | 4 out 2007  | Kitt Peak       | Spacewatch            | —         | MPC                           |
| 284571     | 2007 TR56  | 4 out 2007  | Kitt Peak       | Spacewatch            | —         | MPC                           |
| 284572     | 2007 TE57  | 4 out 2007  | Kitt Peak       | Spacewatch            | —         | MPC                           |
| 284573     | 2007 TP60  | 6 out 2007  | Kitt Peak       | Spacewatch            | —         | MPC                           |
| 284574     | 2007 TN67  | 7 out 2007  | Catalina        | CSS                   | —         | MPC                           |
| 284575     | 2007 TC71  | 13 out 2007 | Kitami          | K. Endate             | Phocaea   | MPC                           |
| 284576     | 2007 TD92  | 4 out 2007  | Purple Mountain | PMO NEO               | —         | MPC                           |
| 284577     | 2007 TQ94  | 7 out 2007  | Catalina        | CSS                   | —         | MPC                           |
| 284578     | 2007 TH100 | 8 out 2007  | Mount Lemmon    | Mount Lemmon Survey   | —         | MPC                           |
| 284579     | 2007 TT102 | 8 out 2007  | Mount Lemmon    | Mount Lemmon Survey   | Ursula    | MPC                           |
| 284580     | 2007 TX104 | 8 out 2007  | Mount Lemmon    | Mount Lemmon Survey   | —         | MPC                           |
| 284581     | 2007 TK132 | 7 out 2007  | Mount Lemmon    | Mount Lemmon Survey   | —         | MPC                           |
| 284582     | 2007 TY139 | 9 out 2007  | Catalina        | CSS                   | —         | MPC                           |
| 284583     | 2007 TQ148 | 7 out 2007  | Socorro         | LINEAR                | —         | MPC                           |
| 284584     | 2007 TR152 | 9 out 2007  | Socorro         | LINEAR                | —         | MPC                           |
| 284585     | 2007 TX176 | 6 out 2007  | Kitt Peak       | Spacewatch            | Maria     | MPC                           |
| 284586     | 2007 TR182 | 8 out 2007  | Anderson Mesa   | LONEOS                | —         | MPC                           |
| 284587     | 2007 TD186 | 13 out 2007 | Socorro         | LINEAR                | —         | MPC                           |
| 284588     | 2007 TD193 | 6 out 2007  | Kitt Peak       | Spacewatch            | —         | MPC                           |
| 284589     | 2007 TJ193 | 6 out 2007  | Kitt Peak       | Spacewatch            | —         | MPC                           |
| 284590     | 2007 TL195 | 7 out 2007  | Mount Lemmon    | Mount Lemmon Survey   | —         | MPC                           |
| 284591     | 2007 TT199 | 8 out 2007  | Kitt Peak       | Spacewatch            | —         | MPC                           |
| 284592     | 2007 TM216 | 7 out 2007  | Kitt Peak       | Spacewatch            | —         | MPC                           |
| 284593     | 2007 TG241 | 7 out 2007  | Mount Lemmon    | Mount Lemmon Survey   | —         | MPC                           |
| 284594     | 2007 TY273 | 10 out 2007 | Mount Lemmon    | Mount Lemmon Survey   | —         | MPC                           |
| 284595     | 2007 TJ283 | 8 out 2007  | Mount Lemmon    | Mount Lemmon Survey   | —         | MPC                           |
| 284596     | 2007 TX321 | 8 out 2007  | Catalina        | CSS                   | —         | MPC                           |
| 284597     | 2007 TP343 | 10 out 2007 | Mount Lemmon    | Mount Lemmon Survey   | —         | MPC                           |
| 284598     | 2007 TN372 | 13 out 2007 | Anderson Mesa   | LONEOS                | —         | MPC                           |
| 284599     | 2007 TE382 | 14 out 2007 | Kitt Peak       | Spacewatch            | Brangane  | MPC                           |
| 284600     | 2007 TB414 | 15 out 2007 | Catalina        | CSS                   | —         | MPC                           |

## 284601–284700
| Designação | Designação | Descoberta  | Descoberta      | Descobridor(es)      | Categoria | Mais informações / Referência |
| Permanente | Provisória | Data        | Local           | Descobridor(es)      | Categoria | Mais informações / Referência |
| ---------- | ---------- | ----------- | --------------- | -------------------- | --------- | ----------------------------- |
| 284601     | 2007 TH418 | 4 out 2007  | Kitt Peak       | Spacewatch           | —         | MPC                           |
| 284602     | 2007 TJ418 | 4 out 2007  | Kitt Peak       | Spacewatch           | —         | MPC                           |
| 284603     | 2007 TL418 | 4 out 2007  | Kitt Peak       | Spacewatch           | —         | MPC                           |
| 284604     | 2007 TC423 | 4 out 2007  | Kitt Peak       | Spacewatch           | —         | MPC                           |
| 284605     | 2007 TX426 | 9 out 2007  | Kitt Peak       | Spacewatch           | —         | MPC                           |
| 284606     | 2007 TJ427 | 10 out 2007 | Catalina        | CSS                  | —         | MPC                           |
| 284607     | 2007 TG429 | 12 out 2007 | Kitt Peak       | Spacewatch           | —         | MPC                           |
| 284608     | 2007 TE443 | 13 out 2007 | Catalina        | CSS                  | —         | MPC                           |
| 284609     | 2007 TH444 | 7 out 2007  | Catalina        | CSS                  | Eos       | MPC                           |
| 284610     | 2007 TP449 | 10 out 2007 | Catalina        | CSS                  | —         | MPC                           |
| 284611     | 2007 UR5   | 16 out 2007 | Purple Mountain | PMO NEO              | Flora     | MPC                           |
| 284612     | 2007 UF29  | 18 out 2007 | Mount Lemmon    | Mount Lemmon Survey  | —         | MPC                           |
| 284613     | 2007 UC60  | 30 out 2007 | Mount Lemmon    | Mount Lemmon Survey  | —         | MPC                           |
| 284614     | 2007 UW65  | 30 out 2007 | Catalina        | CSS                  | —         | MPC                           |
| 284615     | 2007 UC66  | 20 out 2007 | Kitt Peak       | Spacewatch           | —         | MPC                           |
| 284616     | 2007 UD72  | 31 out 2007 | Mount Lemmon    | Mount Lemmon Survey  | —         | MPC                           |
| 284617     | 2007 UL96  | 30 out 2007 | Kitt Peak       | Spacewatch           | —         | MPC                           |
| 284618     | 2007 UR98  | 30 out 2007 | Kitt Peak       | Spacewatch           | —         | MPC                           |
| 284619     | 2007 UX123 | 31 out 2007 | Catalina        | CSS                  | —         | MPC                           |
| 284620     | 2007 UW126 | 20 out 2007 | Mount Lemmon    | Mount Lemmon Survey  | —         | MPC                           |
| 284621     | 2007 UU130 | 20 out 2007 | Mount Lemmon    | Mount Lemmon Survey  | —         | MPC                           |
| 284622     | 2007 VN47  | 1 nov 2007  | Kitt Peak       | Spacewatch           | —         | MPC                           |
| 284623     | 2007 VF52  | 1 nov 2007  | Kitt Peak       | Spacewatch           | —         | MPC                           |
| 284624     | 2007 VH85  | 2 nov 2007  | Socorro         | LINEAR               | —         | MPC                           |
| 284625     | 2007 VS106 | 3 nov 2007  | Kitt Peak       | Spacewatch           | —         | MPC                           |
| 284626     | 2007 VR153 | 4 nov 2007  | Kitt Peak       | Spacewatch           | —         | MPC                           |
| 284627     | 2007 VP162 | 5 nov 2007  | Kitt Peak       | Spacewatch           | —         | MPC                           |
| 284628     | 2007 VL176 | 5 nov 2007  | Mount Lemmon    | Mount Lemmon Survey  | —         | MPC                           |
| 284629     | 2007 VU180 | 7 nov 2007  | Catalina        | CSS                  | —         | MPC                           |
| 284630     | 2007 VO186 | 11 nov 2007 | Bisei SG Center | BATTeRS              | —         | MPC                           |
| 284631     | 2007 VF217 | 9 nov 2007  | Kitt Peak       | Spacewatch           | —         | MPC                           |
| 284632     | 2007 VK227 | 12 nov 2007 | Catalina        | CSS                  | Ursula    | MPC                           |
| 284633     | 2007 VS265 | 13 nov 2007 | Catalina        | CSS                  | —         | MPC                           |
| 284634     | 2007 VK267 | 13 nov 2007 | Calvin-Rehoboth | Calvin–Rehoboth Obs. | —         | MPC                           |
| 284635     | 2007 VY267 | 11 nov 2007 | Socorro         | LINEAR               | —         | MPC                           |
| 284636     | 2007 VQ278 | 14 nov 2007 | Kitt Peak       | Spacewatch           | —         | MPC                           |
| 284637     | 2007 VO303 | 3 nov 2007  | Catalina        | CSS                  | —         | MPC                           |
| 284638     | 2007 VR321 | 5 nov 2007  | Kitt Peak       | Spacewatch           | —         | MPC                           |
| 284639     | 2007 VB323 | 2 nov 2007  | Socorro         | LINEAR               | —         | MPC                           |
| 284640     | 2007 VM323 | 3 nov 2007  | Socorro         | LINEAR               | —         | MPC                           |
| 284641     | 2007 VM325 | 2 nov 2007  | Kitt Peak       | Spacewatch           | Brangane  | MPC                           |
| 284642     | 2007 VU325 | 2 nov 2007  | Socorro         | LINEAR               | —         | MPC                           |
| 284643     | 2007 VD326 | 3 nov 2007  | Mount Lemmon    | Mount Lemmon Survey  | —         | MPC                           |
| 284644     | 2007 VZ333 | 12 nov 2007 | Socorro         | LINEAR               | —         | MPC                           |
| 284645     | 2007 VN334 | 14 nov 2007 | Socorro         | LINEAR               | —         | MPC                           |
| 284646     | 2007 WL9   | 16 nov 2007 | Mount Lemmon    | Mount Lemmon Survey  | —         | MPC                           |
| 284647     | 2007 WG27  | 18 nov 2007 | Mount Lemmon    | Mount Lemmon Survey  | Brangane  | MPC                           |
| 284648     | 2007 WK59  | 20 nov 2007 | Kitt Peak       | Spacewatch           | —         | MPC                           |
| 284649     | 2007 WO63  | 14 ago 2002 | Palomar         | NEAT                 | —         | MPC                           |
| 284650     | 2007 XK1   | 3 dez 2007  | Catalina        | CSS                  | —         | MPC                           |
| 284651     | 2007 XO6   | 4 dez 2007  | Catalina        | CSS                  | —         | MPC                           |
| 284652     | 2007 XE28  | 14 dez 2007 | Purple Mountain | PMO NEO              | —         | MPC                           |
| 284653     | 2007 YO3   | 16 dez 2007 | Kitt Peak       | Spacewatch           | —         | MPC                           |
| 284654     | 2007 YE40  | 30 dez 2007 | Catalina        | CSS                  | —         | MPC                           |
| 284655     | 2007 YU47  | 30 dez 2007 | Mallorca        | Mallorca Obs.        | —         | MPC                           |
| 284656     | 2008 AB20  | 10 jan 2008 | Catalina        | CSS                  | —         | MPC                           |
| 284657     | 2008 AM32  | 12 jan 2008 | Bisei SG Center | BATTeRS              | —         | MPC                           |
| 284658     | 2008 AZ103 | 15 jan 2008 | Kitt Peak       | Spacewatch           | —         | MPC                           |
| 284659     | 2008 BO6   | 16 jan 2008 | Kitt Peak       | Spacewatch           | —         | MPC                           |
| 284660     | 2008 BQ32  | 30 jan 2008 | Catalina        | CSS                  | —         | MPC                           |
| 284661     | 2008 CK20  | 6 fev 2008  | Catalina        | CSS                  | Brangane  | MPC                           |
| 284662     | 2008 CE28  | 2 fev 2008  | Kitt Peak       | Spacewatch           | —         | MPC                           |
| 284663     | 2008 FD63  | 27 mar 2008 | Kitt Peak       | Spacewatch           | —         | MPC                           |
| 284664     | 2008 FW132 | 30 mar 2008 | Kitt Peak       | Spacewatch           | —         | MPC                           |
| 284665     | 2008 FW134 | 30 mar 2008 | Kitt Peak       | Spacewatch           | —         | MPC                           |
| 284666     | 2008 GP42  | 4 abr 2008  | Kitt Peak       | Spacewatch           | —         | MPC                           |
| 284667     | 2008 GJ74  | 7 abr 2008  | Kitt Peak       | Spacewatch           | —         | MPC                           |
| 284668     | 2008 JA23  | 7 mai 2008  | Kitt Peak       | Spacewatch           | —         | MPC                           |
| 284669     | 2008 OQ24  | 31 jul 2008 | La Sagra        | Mallorca Obs.        | —         | MPC                           |
| 284670     | 2008 QG5   | 22 ago 2008 | Kitt Peak       | Spacewatch           | —         | MPC                           |
| 284671     | 2008 QG14  | 21 ago 2008 | Kitt Peak       | Spacewatch           | —         | MPC                           |
| 284672     | 2008 QA44  | 27 ago 2008 | La Sagra        | Mallorca Obs.        | Brangane  | MPC                           |
| 284673     | 2008 RC11  | 3 set 2008  | Kitt Peak       | Spacewatch           | —         | MPC                           |
| 284674     | 2008 RV46  | 2 set 2008  | Kitt Peak       | Spacewatch           | —         | MPC                           |
| 284675     | 2008 RA70  | 5 set 2008  | Kitt Peak       | Spacewatch           | —         | MPC                           |
| 284676     | 2008 RX89  | 5 set 2008  | Kitt Peak       | Spacewatch           | —         | MPC                           |
| 284677     | 2008 RQ95  | 7 set 2008  | Catalina        | CSS                  | —         | MPC                           |
| 284678     | 2008 RN97  | 7 set 2008  | Mount Lemmon    | Mount Lemmon Survey  | —         | MPC                           |
| 284679     | 2008 RA103 | 4 set 2008  | Kitt Peak       | Spacewatch           | —         | MPC                           |
| 284680     | 2008 RP120 | 5 set 2008  | Kitt Peak       | Spacewatch           | —         | MPC                           |
| 284681     | 2008 RN123 | 6 set 2008  | Kitt Peak       | Spacewatch           | —         | MPC                           |
| 284682     | 2008 RJ134 | 7 set 2008  | Catalina        | CSS                  | —         | MPC                           |
| 284683     | 2008 SX4   | 22 set 2008 | Socorro         | LINEAR               | —         | MPC                           |
| 284684     | 2008 SS6   | 22 set 2008 | Socorro         | LINEAR               | —         | MPC                           |
| 284685     | 2008 SY28  | 19 set 2008 | Kitt Peak       | Spacewatch           | —         | MPC                           |
| 284686     | 2008 SU31  | 20 set 2008 | Kitt Peak       | Spacewatch           | —         | MPC                           |
| 284687     | 2008 SF32  | 20 set 2008 | Kitt Peak       | Spacewatch           | —         | MPC                           |
| 284688     | 2008 SS32  | 20 set 2008 | Kitt Peak       | Spacewatch           | —         | MPC                           |
| 284689     | 2008 SO45  | 20 set 2008 | Kitt Peak       | Spacewatch           | —         | MPC                           |
| 284690     | 2008 SR64  | 21 set 2008 | Mount Lemmon    | Mount Lemmon Survey  | —         | MPC                           |
| 284691     | 2008 SY71  | 22 set 2008 | Mount Lemmon    | Mount Lemmon Survey  | —         | MPC                           |
| 284692     | 2008 SO89  | 21 set 2008 | Kitt Peak       | Spacewatch           | —         | MPC                           |
| 284693     | 2008 SR89  | 21 set 2008 | Kitt Peak       | Spacewatch           | —         | MPC                           |
| 284694     | 2008 SU96  | 21 set 2008 | Kitt Peak       | Spacewatch           | —         | MPC                           |
| 284695     | 2008 SJ136 | 23 set 2008 | Kitt Peak       | Spacewatch           | —         | MPC                           |
| 284696     | 2008 SL158 | 24 set 2008 | Socorro         | LINEAR               | —         | MPC                           |
| 284697     | 2008 SA174 | 22 set 2008 | Catalina        | CSS                  | —         | MPC                           |
| 284698     | 2008 SB187 | 25 set 2008 | Kitt Peak       | Spacewatch           | —         | MPC                           |
| 284699     | 2008 SY267 | 23 set 2008 | Mount Lemmon    | Mount Lemmon Survey  | —         | MPC                           |
| 284700     | 2008 SF271 | 29 set 2008 | Catalina        | CSS                  | —         | MPC                           |

## 284701–284800
| Designação | Designação | Descoberta  | Descoberta   | Descobridor(es)     | Categoria | Mais informações / Referência |
| Permanente | Provisória | Data        | Local        | Descobridor(es)     | Categoria | Mais informações / Referência |
| ---------- | ---------- | ----------- | ------------ | ------------------- | --------- | ----------------------------- |
| 284701     | 2008 SO277 | 24 set 2008 | Mount Lemmon | Mount Lemmon Survey | —         | MPC                           |
| 284702     | 2008 SX280 | 29 set 2008 | Mount Lemmon | Mount Lemmon Survey | —         | MPC                           |
| 284703     | 2008 SJ281 | 25 set 2008 | Mount Lemmon | Mount Lemmon Survey | —         | MPC                           |
| 284704     | 2008 SO282 | 22 set 2008 | Kitt Peak    | Spacewatch          | —         | MPC                           |
| 284705     | 2008 SX298 | 22 set 2008 | Kitt Peak    | Spacewatch          | —         | MPC                           |
| 284706     | 2008 SY301 | 23 set 2008 | Mount Lemmon | Mount Lemmon Survey | —         | MPC                           |
| 284707     | 2008 TA22  | 1 out 2008  | Mount Lemmon | Mount Lemmon Survey | —         | MPC                           |
| 284708     | 2008 TB70  | 2 out 2008  | Kitt Peak    | Spacewatch          | —         | MPC                           |
| 284709     | 2008 TK90  | 3 out 2008  | Kitt Peak    | Spacewatch          | —         | MPC                           |
| 284710     | 2008 TH105 | 6 out 2008  | Kitt Peak    | Spacewatch          | —         | MPC                           |
| 284711     | 2008 TL120 | 7 out 2008  | Mount Lemmon | Mount Lemmon Survey | —         | MPC                           |
| 284712     | 2008 TE124 | 8 out 2008  | Mount Lemmon | Mount Lemmon Survey | —         | MPC                           |
| 284713     | 2008 TC133 | 8 out 2008  | Mount Lemmon | Mount Lemmon Survey | —         | MPC                           |
| 284714     | 2008 TL134 | 8 out 2008  | Kitt Peak    | Spacewatch          | —         | MPC                           |
| 284715     | 2008 TR139 | 8 out 2008  | Mount Lemmon | Mount Lemmon Survey | —         | MPC                           |
| 284716     | 2008 TM150 | 9 out 2008  | Mount Lemmon | Mount Lemmon Survey | —         | MPC                           |
| 284717     | 2008 TE166 | 6 out 2008  | Mount Lemmon | Mount Lemmon Survey | —         | MPC                           |
| 284718     | 2008 TO181 | 1 out 2008  | Socorro      | LINEAR              | —         | MPC                           |
| 284719     | 2008 TK186 | 7 out 2008  | Mount Lemmon | Mount Lemmon Survey | —         | MPC                           |
| 284720     | 2008 UV23  | 20 out 2008 | Kitt Peak    | Spacewatch          | Ursula    | MPC                           |
| 284721     | 2008 UW25  | 20 out 2008 | Mount Lemmon | Mount Lemmon Survey | Mitidika  | MPC                           |
| 284722     | 2008 UT33  | 20 out 2008 | Mount Lemmon | Mount Lemmon Survey | —         | MPC                           |
| 284723     | 2008 UC39  | 20 out 2008 | Kitt Peak    | Spacewatch          | —         | MPC                           |
| 284724     | 2008 UL55  | 21 out 2008 | Kitt Peak    | Spacewatch          | Mitidika  | MPC                           |
| 284725     | 2008 UT77  | 21 out 2008 | Mount Lemmon | Mount Lemmon Survey | —         | MPC                           |
| 284726     | 2008 UE111 | 22 out 2008 | Kitt Peak    | Spacewatch          | —         | MPC                           |
| 284727     | 2008 UG119 | 22 out 2008 | Kitt Peak    | Spacewatch          | —         | MPC                           |
| 284728     | 2008 UE127 | 22 out 2008 | Kitt Peak    | Spacewatch          | Mitidika  | MPC                           |
| 284729     | 2008 UX129 | 23 out 2008 | Kitt Peak    | Spacewatch          | —         | MPC                           |
| 284730     | 2008 UY138 | 23 out 2008 | Kitt Peak    | Spacewatch          | —         | MPC                           |
| 284731     | 2008 US141 | 23 out 2008 | Kitt Peak    | Spacewatch          | —         | MPC                           |
| 284732     | 2008 UY144 | 23 out 2008 | Kitt Peak    | Spacewatch          | —         | MPC                           |
| 284733     | 2008 UO147 | 23 out 2008 | Kitt Peak    | Spacewatch          | —         | MPC                           |
| 284734     | 2008 UP152 | 23 out 2008 | Mount Lemmon | Mount Lemmon Survey | —         | MPC                           |
| 284735     | 2008 UQ152 | 23 out 2008 | Mount Lemmon | Mount Lemmon Survey | —         | MPC                           |
| 284736     | 2008 UT178 | 24 out 2008 | Mount Lemmon | Mount Lemmon Survey | —         | MPC                           |
| 284737     | 2008 UM179 | 24 out 2008 | Kitt Peak    | Spacewatch          | —         | MPC                           |
| 284738     | 2008 UZ180 | 24 out 2008 | Kitt Peak    | Spacewatch          | —         | MPC                           |
| 284739     | 2008 UA197 | 27 out 2008 | Kitt Peak    | Spacewatch          | —         | MPC                           |
| 284740     | 2008 UH198 | 25 out 2008 | Socorro      | LINEAR              | —         | MPC                           |
| 284741     | 2008 UL203 | 28 out 2008 | Socorro      | LINEAR              | —         | MPC                           |
| 284742     | 2008 UT203 | 28 out 2008 | Socorro      | LINEAR              | —         | MPC                           |
| 284743     | 2008 UJ208 | 23 out 2008 | Kitt Peak    | Spacewatch          | —         | MPC                           |
| 284744     | 2008 UU211 | 23 out 2008 | Mount Lemmon | Mount Lemmon Survey | —         | MPC                           |
| 284745     | 2008 US240 | 26 out 2008 | Kitt Peak    | Spacewatch          | —         | MPC                           |
| 284746     | 2008 UV299 | 29 out 2008 | Kitt Peak    | Spacewatch          | —         | MPC                           |
| 284747     | 2008 UD305 | 29 out 2008 | Kitt Peak    | Spacewatch          | Brangane  | MPC                           |
| 284748     | 2008 UJ329 | 31 out 2008 | Kitt Peak    | Spacewatch          | —         | MPC                           |
| 284749     | 2008 UP360 | 28 out 2008 | Kitt Peak    | Spacewatch          | —         | MPC                           |
| 284750     | 2008 UN361 | 31 out 2008 | Catalina     | CSS                 | —         | MPC                           |
| 284751     | 2008 UE368 | 31 out 2008 | Socorro      | LINEAR              | —         | MPC                           |
| 284752     | 2008 VF2   | 2 nov 2008  | Socorro      | LINEAR              | —         | MPC                           |
| 284753     | 2008 VK11  | 2 nov 2008  | Mount Lemmon | Mount Lemmon Survey | —         | MPC                           |
| 284754     | 2008 VD13  | 6 nov 2008  | Andrushivka  | Andrushivka Obs.    | —         | MPC                           |
| 284755     | 2008 VZ22  | 1 nov 2008  | Mount Lemmon | Mount Lemmon Survey | —         | MPC                           |
| 284756     | 2008 VA24  | 1 nov 2008  | Kitt Peak    | Spacewatch          | —         | MPC                           |
| 284757     | 2008 VV25  | 2 nov 2008  | Kitt Peak    | Spacewatch          | —         | MPC                           |
| 284758     | 2008 VN64  | 10 nov 2008 | La Sagra     | Mallorca Obs.       | —         | MPC                           |
| 284759     | 2008 WT2   | 18 nov 2008 | Dauban       | F. Kugel            | —         | MPC                           |
| 284760     | 2008 WO3   | 17 nov 2008 | Kitt Peak    | Spacewatch          | —         | MPC                           |
| 284761     | 2008 WK21  | 17 nov 2008 | Kitt Peak    | Spacewatch          | Mitidika  | MPC                           |
| 284762     | 2008 WN41  | 17 nov 2008 | Kitt Peak    | Spacewatch          | —         | MPC                           |
| 284763     | 2008 WL68  | 18 nov 2008 | Kitt Peak    | Spacewatch          | —         | MPC                           |
| 284764     | 2008 WT69  | 18 nov 2008 | Kitt Peak    | Spacewatch          | —         | MPC                           |
| 284765     | 2008 WK70  | 18 nov 2008 | Kitt Peak    | Spacewatch          | —         | MPC                           |
| 284766     | 2008 WX73  | 19 nov 2008 | Mount Lemmon | Mount Lemmon Survey | —         | MPC                           |
| 284767     | 2008 WL101 | 27 nov 2008 | Črni Vrh     | Črni Vrh            | —         | MPC                           |
| 284768     | 2008 WM110 | 30 nov 2008 | Kitt Peak    | Spacewatch          | —         | MPC                           |
| 284769     | 2008 WP115 | 30 nov 2008 | Kitt Peak    | Spacewatch          | Mitidika  | MPC                           |
| 284770     | 2008 WC119 | 30 nov 2008 | Mount Lemmon | Mount Lemmon Survey | —         | MPC                           |
| 284771     | 2008 WW120 | 30 nov 2008 | Kitt Peak    | Spacewatch          | —         | MPC                           |
| 284772     | 2008 WM121 | 30 nov 2008 | Kitt Peak    | Spacewatch          | —         | MPC                           |
| 284773     | 2008 WN121 | 30 nov 2008 | Kitt Peak    | Spacewatch          | —         | MPC                           |
| 284774     | 2008 WC126 | 24 nov 2008 | Mount Lemmon | Mount Lemmon Survey | —         | MPC                           |
| 284775     | 2008 WP138 | 18 nov 2008 | Socorro      | LINEAR              | —         | MPC                           |
| 284776     | 2008 XC3   | 2 dez 2008  | Dauban       | F. Kugel            | —         | MPC                           |
| 284777     | 2008 XT3   | 2 dez 2008  | Socorro      | LINEAR              | —         | MPC                           |
| 284778     | 2008 XH35  | 2 dez 2008  | Kitt Peak    | Spacewatch          | —         | MPC                           |
| 284779     | 2008 XH49  | 7 dez 2008  | Mount Lemmon | Mount Lemmon Survey | —         | MPC                           |
| 284780     | 2008 XO52  | 2 dez 2008  | Kitt Peak    | Spacewatch          | —         | MPC                           |
| 284781     | 2008 YK13  | 21 dez 2008 | Mount Lemmon | Mount Lemmon Survey | —         | MPC                           |
| 284782     | 2008 YA21  | 21 dez 2008 | Mount Lemmon | Mount Lemmon Survey | —         | MPC                           |
| 284783     | 2008 YT35  | 22 dez 2008 | Kitt Peak    | Spacewatch          | —         | MPC                           |
| 284784     | 2008 YH38  | 29 dez 2008 | Kitt Peak    | Spacewatch          | —         | MPC                           |
| 284785     | 2008 YP40  | 29 dez 2008 | Mount Lemmon | Mount Lemmon Survey | —         | MPC                           |
| 284786     | 2008 YO49  | 29 dez 2008 | Mount Lemmon | Mount Lemmon Survey | —         | MPC                           |
| 284787     | 2008 YF51  | 29 dez 2008 | Mount Lemmon | Mount Lemmon Survey | —         | MPC                           |
| 284788     | 2008 YT53  | 29 dez 2008 | Mount Lemmon | Mount Lemmon Survey | —         | MPC                           |
| 284789     | 2008 YZ56  | 30 dez 2008 | Kitt Peak    | Spacewatch          | —         | MPC                           |
| 284790     | 2008 YW75  | 30 dez 2008 | Mount Lemmon | Mount Lemmon Survey | —         | MPC                           |
| 284791     | 2008 YG78  | 30 dez 2008 | Mount Lemmon | Mount Lemmon Survey | —         | MPC                           |
| 284792     | 2008 YW79  | 30 dez 2008 | Mount Lemmon | Mount Lemmon Survey | Brangane  | MPC                           |
| 284793     | 2008 YQ80  | 30 dez 2008 | Kitt Peak    | Spacewatch          | —         | MPC                           |
| 284794     | 2008 YH83  | 31 dez 2008 | Kitt Peak    | Spacewatch          | —         | MPC                           |
| 284795     | 2008 YS83  | 31 dez 2008 | Kitt Peak    | Spacewatch          | —         | MPC                           |
| 284796     | 2008 YA97  | 29 dez 2008 | Mount Lemmon | Mount Lemmon Survey | Brangane  | MPC                           |
| 284797     | 2008 YB101 | 29 dez 2008 | Kitt Peak    | Spacewatch          | —         | MPC                           |
| 284798     | 2008 YT103 | 29 dez 2008 | Kitt Peak    | Spacewatch          | —         | MPC                           |
| 284799     | 2008 YC106 | 29 dez 2008 | Kitt Peak    | Spacewatch          | —         | MPC                           |
| 284800     | 2008 YS112 | 31 dez 2008 | Mount Lemmon | Mount Lemmon Survey | —         | MPC                           |

## 284801–284900
| Designação  | Designação | Descoberta  | Descoberta       | Descobridor(es)           | Categoria | Mais informações / Referência |
| Permanente  | Provisória | Data        | Local            | Descobridor(es)           | Categoria | Mais informações / Referência |
| ----------- | ---------- | ----------- | ---------------- | ------------------------- | --------- | ----------------------------- |
| 284801      | 2008 YM113 | 29 dez 2008 | Kitt Peak        | Spacewatch                | —         | MPC                           |
| 284802      | 2008 YV117 | 29 dez 2008 | Mount Lemmon     | Mount Lemmon Survey       | —         | MPC                           |
| 284803      | 2008 YZ118 | 29 dez 2008 | Kitt Peak        | Spacewatch                | —         | MPC                           |
| 284804      | 2008 YH123 | 30 dez 2008 | Kitt Peak        | Spacewatch                | —         | MPC                           |
| 284805      | 2008 YL123 | 30 dez 2008 | Kitt Peak        | Spacewatch                | —         | MPC                           |
| 284806      | 2008 YZ123 | 30 dez 2008 | Kitt Peak        | Spacewatch                | Maria     | MPC                           |
| 284807      | 2008 YH127 | 30 dez 2008 | Kitt Peak        | Spacewatch                | —         | MPC                           |
| 284808      | 2008 YL136 | 30 dez 2008 | Kitt Peak        | Spacewatch                | —         | MPC                           |
| 284809      | 2008 YS136 | 30 dez 2008 | Kitt Peak        | Spacewatch                | —         | MPC                           |
| 284810      | 2008 YA137 | 30 dez 2008 | Kitt Peak        | Spacewatch                | —         | MPC                           |
| 284811      | 2008 YT137 | 30 dez 2008 | Mount Lemmon     | Mount Lemmon Survey       | —         | MPC                           |
| 284812      | 2008 YY141 | 30 dez 2008 | Kitt Peak        | Spacewatch                | —         | MPC                           |
| 284813      | 2008 YA152 | 22 dez 2008 | Catalina         | CSS                       | —         | MPC                           |
| 284814      | 2008 YE152 | 22 dez 2008 | Kitt Peak        | Spacewatch                | —         | MPC                           |
| 284815      | 2008 YM152 | 29 dez 2008 | Mount Lemmon     | Mount Lemmon Survey       | —         | MPC                           |
| 284816      | 2008 YJ153 | 21 dez 2008 | Kitt Peak        | Spacewatch                | —         | MPC                           |
| 284817      | 2008 YC161 | 29 dez 2008 | Mount Lemmon     | Mount Lemmon Survey       | —         | MPC                           |
| 284818      | 2008 YK163 | 30 dez 2008 | Mount Lemmon     | Mount Lemmon Survey       | —         | MPC                           |
| 284819      | 2008 YY165 | 22 dez 2008 | Mount Lemmon     | Mount Lemmon Survey       | —         | MPC                           |
| 284820      | 2008 YY166 | 22 dez 2008 | Catalina         | CSS                       | —         | MPC                           |
| 284821      | 2008 YS170 | 30 dez 2008 | Catalina         | CSS                       | Meliboea  | MPC                           |
| 284822      | 2008 YS172 | 22 dez 2008 | Kitt Peak        | Spacewatch                | —         | MPC                           |
| 284823      | 2009 AQ35  | 15 jan 2009 | Kitt Peak        | Spacewatch                | —         | MPC                           |
| 284824      | 2009 AT35  | 15 jan 2009 | Kitt Peak        | Spacewatch                | Brangane  | MPC                           |
| 284825      | 2009 AS42  | 2 jan 2009  | Mount Lemmon     | Mount Lemmon Survey       | —         | MPC                           |
| 284826      | 2009 AY42  | 3 jan 2009  | Mount Lemmon     | Mount Lemmon Survey       | Brangane  | MPC                           |
| 284827      | 2009 AH44  | 3 jan 2009  | Mount Lemmon     | Mount Lemmon Survey       | —         | MPC                           |
| 284828      | 2009 AQ47  | 7 jan 2009  | Kitt Peak        | Spacewatch                | Maria     | MPC                           |
| 284829      | 2009 BZ3   | 18 jan 2009 | Socorro          | LINEAR                    | —         | MPC                           |
| 284830      | 2009 BT8   | 17 jan 2009 | Socorro          | LINEAR                    | —         | MPC                           |
| 284831      | 2009 BE16  | 16 jan 2009 | Mount Lemmon     | Mount Lemmon Survey       | —         | MPC                           |
| 284832      | 2009 BH17  | 17 jan 2009 | Mount Lemmon     | Mount Lemmon Survey       | —         | MPC                           |
| 284833      | 2009 BA38  | 16 jan 2009 | Kitt Peak        | Spacewatch                | —         | MPC                           |
| 284834      | 2009 BJ42  | 16 jan 2009 | Kitt Peak        | Spacewatch                | —         | MPC                           |
| 284835      | 2009 BW46  | 16 jan 2009 | Kitt Peak        | Spacewatch                | —         | MPC                           |
| 284836      | 2009 BP52  | 16 jan 2009 | Kitt Peak        | Spacewatch                | Eos       | MPC                           |
| 284837      | 2009 BR59  | 16 jan 2009 | Kitt Peak        | Spacewatch                | —         | MPC                           |
| 284838      | 2009 BK68  | 23 jan 2009 | Purple Mountain  | PMO NEO                   | —         | MPC                           |
| 284839      | 2009 BY68  | 25 jan 2009 | Kitt Peak        | Spacewatch                | —         | MPC                           |
| 284840      | 2009 BR69  | 25 jan 2009 | Catalina         | CSS                       | Phocaea   | MPC                           |
| 284841      | 2009 BH77  | 25 jan 2009 | Socorro          | LINEAR                    | —         | MPC                           |
| 284842      | 2009 BT81  | 29 jan 2009 | Bergisch Gladbac | W. Bickel                 | —         | MPC                           |
| 284843      | 2009 BO82  | 20 jan 2009 | Catalina         | CSS                       | —         | MPC                           |
| 284844      | 2009 BJ84  | 25 jan 2009 | Kitt Peak        | Spacewatch                | —         | MPC                           |
| 284845      | 2009 BG85  | 25 jan 2009 | Kitt Peak        | Spacewatch                | —         | MPC                           |
| 284846      | 2009 BM91  | 25 jan 2009 | Kitt Peak        | Spacewatch                | —         | MPC                           |
| 284847      | 2009 BD92  | 25 jan 2009 | Kitt Peak        | Spacewatch                | —         | MPC                           |
| 284848      | 2009 BQ93  | 25 jan 2009 | Kitt Peak        | Spacewatch                | —         | MPC                           |
| 284849      | 2009 BO94  | 25 jan 2009 | Kitt Peak        | Spacewatch                | —         | MPC                           |
| 284850      | 2009 BM105 | 25 jan 2009 | Kitt Peak        | Spacewatch                | —         | MPC                           |
| 284851      | 2009 BQ122 | 31 jan 2009 | Kitt Peak        | Spacewatch                | —         | MPC                           |
| 284852      | 2009 BH128 | 29 jan 2009 | Mount Lemmon     | Mount Lemmon Survey       | —         | MPC                           |
| 284853      | 2009 BX136 | 29 jan 2009 | Kitt Peak        | Spacewatch                | Brangane  | MPC                           |
| 284854      | 2009 BG140 | 29 jan 2009 | Kitt Peak        | Spacewatch                | —         | MPC                           |
| 284855      | 2009 BM143 | 30 jan 2009 | Kitt Peak        | Spacewatch                | —         | MPC                           |
| 284856      | 2009 BG147 | 30 jan 2009 | Mount Lemmon     | Mount Lemmon Survey       | —         | MPC                           |
| 284857      | 2009 BP158 | 31 jan 2009 | Kitt Peak        | Spacewatch                | Brangane  | MPC                           |
| 284858      | 2009 BG161 | 31 jan 2009 | Kitt Peak        | Spacewatch                | Phocaea   | MPC                           |
| 284859      | 2009 BP167 | 31 jan 2009 | Cerro Burek      | Alianza S4 Obs.           | —         | MPC                           |
| 284860      | 2009 BY176 | 18 jan 2009 | Kitt Peak        | Spacewatch                | Meliboea  | MPC                           |
| 284861      | 2009 BR177 | 30 jan 2009 | Mount Lemmon     | Mount Lemmon Survey       | —         | MPC                           |
| 284862      | 2009 BU189 | 20 jan 2009 | Mount Lemmon     | Mount Lemmon Survey       | Ursula    | MPC                           |
| 284863      | 2009 CL2   | 2 fev 2009  | Moletai          | K. Černis, J. Zdanavičius | Brangane  | MPC                           |
| 284864      | 2009 CV28  | 1 fev 2009  | Kitt Peak        | Spacewatch                | —         | MPC                           |
| 284865      | 2009 CP32  | 1 fev 2009  | Kitt Peak        | Spacewatch                | —         | MPC                           |
| 284866      | 2009 CG40  | 14 fev 2009 | Catalina         | CSS                       | Brangane  | MPC                           |
| 284867      | 2009 CU41  | 13 fev 2009 | Kitt Peak        | Spacewatch                | —         | MPC                           |
| 284868      | 2009 CO45  | 14 fev 2009 | Kitt Peak        | Spacewatch                | —         | MPC                           |
| 284869      | 2009 CG55  | 14 fev 2009 | Mount Lemmon     | Mount Lemmon Survey       | —         | MPC                           |
| 284870      | 2009 CT58  | 4 fev 2009  | Kitt Peak        | Spacewatch                | —         | MPC                           |
| 284871      | 2009 CK64  | 3 fev 2009  | Kitt Peak        | Spacewatch                | Brangane  | MPC                           |
| 284872      | 2009 DV10  | 16 fev 2009 | Dauban           | F. Kugel                  | —         | MPC                           |
| 284873      | 2009 DN37  | 23 fev 2009 | Calar Alto       | F. Hormuth                | —         | MPC                           |
| 284874      | 2009 DX39  | 20 fev 2009 | Dauban           | F. Kugel                  | —         | MPC                           |
| 284875      | 2009 DG41  | 18 fev 2009 | La Sagra         | Mallorca Obs.             | —         | MPC                           |
| 284876      | 2009 DK42  | 18 fev 2009 | La Sagra         | Mallorca Obs.             | —         | MPC                           |
| 284877      | 2009 DA66  | 24 fev 2009 | Mount Lemmon     | Mount Lemmon Survey       | —         | MPC                           |
| 284878      | 2009 DX71  | 6 dez 2008  | Kitt Peak        | Spacewatch                | —         | MPC                           |
| 284879      | 2009 DF93  | 28 fev 2009 | Mount Lemmon     | Mount Lemmon Survey       | —         | MPC                           |
| 284880      | 2009 DR127 | 20 fev 2009 | Kitt Peak        | Spacewatch                | —         | MPC                           |
| 284881      | 2009 EA21  | 15 mar 2009 | La Sagra         | Mallorca Obs.             | —         | MPC                           |
| 284882      | 2009 FY59  | 31 mar 2009 | Mount Lemmon     | Mount Lemmon Survey       | —         | MPC                           |
| 284883      | 2009 FB63  | 26 mar 2009 | Kitt Peak        | Spacewatch                | —         | MPC                           |
| 284884      | 2009 HT15  | 18 abr 2009 | Kitt Peak        | Spacewatch                | —         | MPC                           |
| 284885      | 2009 HU50  | 21 abr 2009 | Kitt Peak        | Spacewatch                | —         | MPC                           |
| 284886      | 2009 JO4   | 13 mai 2009 | Kitt Peak        | Spacewatch                | —         | MPC                           |
| 284887      | 2009 KE9   | 24 mai 2009 | Catalina         | CSS                       | —         | MPC                           |
| 284888      | 2009 QR14  | 16 ago 2009 | Kitt Peak        | Spacewatch                | —         | MPC                           |
| 284889      | 2009 QJ46  | 27 ago 2009 | Kitt Peak        | Spacewatch                | Mitidika  | MPC                           |
| 284890      | 2009 QL60  | 17 ago 2009 | Kitt Peak        | Spacewatch                | —         | MPC                           |
| 284891 Kona | 2009 RT26  | 13 set 2009 | ESA OGS          | ESA OGS                   | —         | MPC                           |
| 284892      | 2009 SN84  | 18 set 2009 | Mount Lemmon     | Mount Lemmon Survey       | Mitidika  | MPC                           |
| 284893      | 2009 SQ129 | 18 set 2009 | Kitt Peak        | Spacewatch                | —         | MPC                           |
| 284894      | 2009 SV154 | 20 set 2009 | Catalina         | CSS                       | —         | MPC                           |
| 284895      | 2009 SW168 | 23 set 2009 | Uccle            | T. Pauwels                | —         | MPC                           |
| 284896      | 2009 SY337 | 28 set 2009 | Catalina         | CSS                       | —         | MPC                           |
| 284897      | 2009 SQ340 | 20 set 2009 | Kitt Peak        | Spacewatch                | —         | MPC                           |
| 284898      | 2009 TC5   | 10 out 2009 | La Sagra         | Mallorca Obs.             | —         | MPC                           |
| 284899      | 2009 UV20  | 21 out 2009 | Bisei SG Center  | BATTeRS                   | —         | MPC                           |
| 284900      | 2009 US80  | 22 out 2009 | Catalina         | CSS                       | —         | MPC                           |

## 284901–285000
| Designação         | Designação | Descoberta  | Descoberta      | Descobridor(es)           | Categoria | Mais informações / Referência |
| Permanente         | Provisória | Data        | Local           | Descobridor(es)           | Categoria | Mais informações / Referência |
| ------------------ | ---------- | ----------- | --------------- | ------------------------- | --------- | ----------------------------- |
| 284901             | 2009 UD147 | 18 out 2009 | Mount Lemmon    | Mount Lemmon Survey       | —         | MPC                           |
| 284902             | 2009 VL14  | 8 nov 2009  | Mount Lemmon    | Mount Lemmon Survey       | —         | MPC                           |
| 284903             | 2009 VF43  | 9 nov 2009  | Mount Lemmon    | Mount Lemmon Survey       | —         | MPC                           |
| 284904             | 2009 VK68  | 9 nov 2009  | Kitt Peak       | Spacewatch                | —         | MPC                           |
| 284905             | 2009 VZ93  | 12 nov 2009 | La Sagra        | Mallorca Obs.             | —         | MPC                           |
| 284906             | 2009 XR6   | 10 dez 2009 | Mount Lemmon    | Mount Lemmon Survey       | —         | MPC                           |
| 284907             | 2009 XH16  | 15 dez 2009 | Mount Lemmon    | Mount Lemmon Survey       | —         | MPC                           |
| 284908             | 2009 YA17  | 19 dez 2009 | Mount Lemmon    | Mount Lemmon Survey       | —         | MPC                           |
| 284909             | 2009 YR25  | 26 dez 2009 | Kitt Peak       | Spacewatch                | —         | MPC                           |
| 284910             | 2010 AU11  | 6 jan 2010  | Kitt Peak       | Spacewatch                | —         | MPC                           |
| 284911             | 2010 AW32  | 7 jan 2010  | Kitt Peak       | Spacewatch                | —         | MPC                           |
| 284912             | 2010 AS66  | 11 jan 2010 | Kitt Peak       | Spacewatch                | —         | MPC                           |
| 284913             | 2010 AJ76  | 13 jan 2010 | Socorro         | LINEAR                    | —         | MPC                           |
| 284914             | 2010 AP79  | 8 jan 2010  | Kitt Peak       | Spacewatch                | Juno      | MPC                           |
| 284915             | 2010 AX91  | 8 jan 2010  | WISE            | WISE                      | —         | MPC                           |
| 284916             | 2010 AC125 | 19 mar 2001 | Apache Point    | SDSS                      | —         | MPC                           |
| 284917             | 2010 BG4   | 23 jan 2010 | Bisei SG Center | BATTeRS                   | —         | MPC                           |
| 284918             | 2010 BO15  | 16 jan 2010 | WISE            | WISE                      | —         | MPC                           |
| 284919             | 2010 BK82  | 25 jan 2010 | WISE            | WISE                      | —         | MPC                           |
| 284920             | 2010 CM46  | 12 fev 2010 | WISE            | WISE                      | —         | MPC                           |
| 284921             | 2010 CU56  | 13 fev 2010 | Socorro         | LINEAR                    | —         | MPC                           |
| 284922             | 2010 CL82  | 13 fev 2010 | Kitt Peak       | Spacewatch                | —         | MPC                           |
| 284923             | 2010 CT82  | 13 fev 2010 | Kitt Peak       | Spacewatch                | —         | MPC                           |
| 284924             | 2010 CW96  | 14 fev 2010 | Mount Lemmon    | Mount Lemmon Survey       | —         | MPC                           |
| 284925             | 2010 CY103 | 14 fev 2010 | Kitt Peak       | Spacewatch                | —         | MPC                           |
| 284926             | 2010 CX128 | 9 fev 2010  | Catalina        | CSS                       | —         | MPC                           |
| 284927             | 2010 CU153 | 14 fev 2010 | Catalina        | CSS                       | —         | MPC                           |
| 284928             | 2010 CH172 | 15 fev 2010 | Kitt Peak       | Spacewatch                | —         | MPC                           |
| 284929             | 2010 CA180 | 7 fev 2010  | La Sagra        | Mallorca Obs.             | —         | MPC                           |
| 284930             | 2010 CC225 | 8 fev 2010  | WISE            | WISE                      | —         | MPC                           |
| 284931             | 2010 DR    | 16 fev 2010 | Mayhill         | A. Lowe                   | —         | MPC                           |
| 284932             | 2010 DG3   | 16 fev 2010 | Catalina        | CSS                       | —         | MPC                           |
| 284933             | 2010 DX7   | 16 fev 2010 | Kitt Peak       | Spacewatch                | —         | MPC                           |
| 284934             | 2010 DN26  | 17 jan 2008 | Mount Lemmon    | Mount Lemmon Survey       | —         | MPC                           |
| 284935             | 2010 DS50  | 21 fev 2010 | WISE            | WISE                      | —         | MPC                           |
| 284936             | 2010 DU50  | 21 fev 2010 | WISE            | WISE                      | —         | MPC                           |
| 284937             | 2010 DY53  | 23 fev 2010 | WISE            | WISE                      | —         | MPC                           |
| 284938             | 2010 DX73  | 24 fev 2010 | Kitt Peak       | Spacewatch                | —         | MPC                           |
| 284939             | 2010 DL75  | 17 fev 2010 | Kitt Peak       | Spacewatch                | —         | MPC                           |
| 284940             | 2010 EM2   | 3 mar 2010  | Nazaret         | G. Muler                  | —         | MPC                           |
| 284941             | 2010 EB21  | 9 mar 2010  | Taunus          | E. Schwab, R. Kling       | —         | MPC                           |
| 284942             | 2010 EQ30  | 10 mar 2010 | Moletai         | K. Černis, J. Zdanavičius | —         | MPC                           |
| 284943             | 2010 EZ33  | 5 mar 2010  | Kitt Peak       | Spacewatch                | —         | MPC                           |
| 284944             | 2010 EQ34  | 9 mar 2010  | La Sagra        | Mallorca Obs.             | —         | MPC                           |
| 284945 Saint-Imier | 2010 EM44  | 14 mar 2010 | Vicques         | M. Ory                    | —         | MPC                           |
| 284946             | 2010 EC79  | 12 mar 2010 | Mount Lemmon    | Mount Lemmon Survey       | —         | MPC                           |
| 284947             | 2010 EO87  | 13 mar 2010 | Mount Lemmon    | Mount Lemmon Survey       | —         | MPC                           |
| 284948             | 2010 ET99  | 14 mar 2010 | Kitt Peak       | Spacewatch                | —         | MPC                           |
| 284949             | 2010 EK105 | 12 mar 2010 | Catalina        | CSS                       | —         | MPC                           |
| 284950             | 2010 EO126 | 11 out 2007 | Catalina        | CSS                       | —         | MPC                           |
| 284951             | 2010 EW126 | 15 mar 2010 | Catalina        | CSS                       | —         | MPC                           |
| 284952             | 2010 EG127 | 15 mar 2010 | Mount Lemmon    | Mount Lemmon Survey       | —         | MPC                           |
| 284953             | 2010 EL127 | 2 mai 2006  | Catalina        | CSS                       | —         | MPC                           |
| 284954             | 2010 EF129 | 12 mar 2010 | Kitt Peak       | Spacewatch                | —         | MPC                           |
| 284955             | 2010 EN129 | 12 mar 2010 | Mount Lemmon    | Mount Lemmon Survey       | —         | MPC                           |
| 284956             | 2010 EF130 | 13 mar 2010 | Kitt Peak       | Spacewatch                | —         | MPC                           |
| 284957             | 2010 EJ133 | 14 mar 2010 | Kitt Peak       | Spacewatch                | —         | MPC                           |
| 284958             | 2010 EH137 | 15 mar 2010 | Mount Lemmon    | Mount Lemmon Survey       | —         | MPC                           |
| 284959             | 2010 EP139 | 13 mar 2010 | Catalina        | CSS                       | Ursula    | MPC                           |
| 284960             | 2010 EC140 | 15 mar 2010 | Mount Lemmon    | Mount Lemmon Survey       | —         | MPC                           |
| 284961             | 2010 ET140 | 15 mar 2010 | Catalina        | CSS                       | —         | MPC                           |
| 284962             | 2010 FW    | 16 mar 2010 | Kitt Peak       | Spacewatch                | —         | MPC                           |
| 284963             | 2010 FC5   | 16 mar 2010 | Mount Lemmon    | Mount Lemmon Survey       | —         | MPC                           |
| 284964             | 2010 FO5   | 17 mar 2010 | Mount Lemmon    | Mount Lemmon Survey       | —         | MPC                           |
| 284965             | 2010 FX14  | 17 mar 2010 | Catalina        | CSS                       | —         | MPC                           |
| 284966             | 2010 FO20  | 18 mar 2010 | Mount Lemmon    | Mount Lemmon Survey       | —         | MPC                           |
| 284967             | 2010 FY22  | 18 mar 2010 | Mount Lemmon    | Mount Lemmon Survey       | —         | MPC                           |
| 284968             | 2010 FZ27  | 20 mar 2010 | Catalina        | CSS                       | —         | MPC                           |
| 284969             | 2010 FG85  | 19 mar 2010 | Purple Mountain | PMO NEO                   | —         | MPC                           |
| 284970             | 2010 FP100 | 6 ago 2002  | Palomar         | NEAT                      | —         | MPC                           |
| 284971             | 2010 GS6   | 3 abr 2010  | Purple Mountain | PMO NEO                   | —         | MPC                           |
| 284972             | 2010 GM7   | 3 abr 2010  | Kitt Peak       | Spacewatch                | —         | MPC                           |
| 284973             | 2010 GJ25  | 5 abr 2010  | Kitt Peak       | Spacewatch                | —         | MPC                           |
| 284974             | 2010 GV26  | 5 abr 2010  | Kitt Peak       | Spacewatch                | —         | MPC                           |
| 284975             | 2010 GG27  | 5 abr 2010  | Kitt Peak       | Spacewatch                | —         | MPC                           |
| 284976             | 2010 GA32  | 6 abr 2010  | Catalina        | CSS                       | —         | MPC                           |
| 284977             | 2010 GV96  | 14 abr 2010 | Sierra Stars    | Sierra Stars Obs.         | Eos       | MPC                           |
| 284978             | 2010 GG104 | 7 abr 2010  | Kitt Peak       | Spacewatch                | —         | MPC                           |
| 284979             | 2010 GO105 | 7 abr 2010  | Kitt Peak       | Spacewatch                | —         | MPC                           |
| 284980             | 2010 GC118 | 10 abr 2010 | Mount Lemmon    | Mount Lemmon Survey       | —         | MPC                           |
| 284981             | 2010 GT119 | 11 abr 2010 | Mount Lemmon    | Mount Lemmon Survey       | —         | MPC                           |
| 284982             | 2010 GS124 | 6 abr 2010  | Kitt Peak       | Spacewatch                | —         | MPC                           |
| 284983             | 2010 GG127 | 10 abr 2010 | Kitt Peak       | Spacewatch                | —         | MPC                           |
| 284984 Ikaunieks   | 2010 GC158 | 12 abr 2010 | Baldone         | K. Černis, I. Eglītis     | —         | MPC                           |
| 284985             | 2010 GO158 | 14 abr 2010 | Mount Lemmon    | Mount Lemmon Survey       | —         | MPC                           |
| 284986             | 2010 HT23  | 25 abr 2010 | Mount Lemmon    | Mount Lemmon Survey       | —         | MPC                           |
| 284987             | 2010 HH105 | 20 set 2001 | Socorro         | LINEAR                    | —         | MPC                           |
| 284988             | 2010 JV35  | 5 mai 2010  | Mount Lemmon    | Mount Lemmon Survey       | —         | MPC                           |
| 284989             | 2010 JP38  | 5 mai 2010  | Nogales         | Tenagra II Obs.           | —         | MPC                           |
| 284990             | 2010 JF76  | 5 mai 2010  | Mount Lemmon    | Mount Lemmon Survey       | —         | MPC                           |
| 284991             | 2010 JU111 | 12 mai 2010 | Mount Lemmon    | Mount Lemmon Survey       | —         | MPC                           |
| 284992             | 2010 JA148 | 12 mai 2010 | Kitt Peak       | Spacewatch                | —         | MPC                           |
| 284993             | 2010 JD171 | 5 mai 2010  | Mount Lemmon    | Mount Lemmon Survey       | —         | MPC                           |
| 284994             | 2010 KD60  | 20 mai 2010 | Haleakalā       | M. Micheli                | —         | MPC                           |
| 284995             | 2010 KF124 | 31 mai 2010 | WISE            | WISE                      | —         | MPC                           |
| 284996 Rosaparks   | 2010 LD58  | 9 jun 2010  | WISE            | WISE                      | —         | MPC                           |
| 284997             | 2010 NV7   | 4 jul 2010  | WISE            | WISE                      | —         | MPC                           |
| 284998             | 2010 NU29  | 7 jul 2010  | WISE            | WISE                      | —         | MPC                           |
| 284999             | 2010 NN90  | 2 jul 2010  | WISE            | WISE                      | —         | MPC                           |
| 285000             | 2010 OS56  | 23 jul 2010 | WISE            | WISE                      | —         | MPC                           |